# Motivazione nell'acquisizione delle lingue straniere
La motivazione nell'acquisizione delle lingue straniere è uno dei fattori fondamentali per arrivare al successo nell'acquisizione delle lingue straniere (L2) insieme ad altri fattori psicologici come l'assenza di ansia verso le lingue straniere e l'autostima, secondo l'ipotesi del filtro affettivo di Krashen.
Contemporaneamente, è anche uno dei fattori fondamentali che innesca lo stato di coscienza di "flusso", in cui avviene l'apprendimento ottimale di qualunque materia, tra cui le lingue straniere. Il flusso durante le attività di studio legate alle lingue straniere è stato indagato da un filone di studi interdisciplinare apposito, il flusso nell'acquisizione delle lingue straniere, ed è fortemente legato alla motivazione.

## La motivazione nelle L2
In generale, la motivazione può essere definita come una forza che stimola e sostiene un comportamento individuale teso verso un obiettivo. In alternativa, secondo Zhou (2012), è la voglia o desiderio di impegnarsi in uno sforzo per completare un task. Secondo una terza definizione di Wlodowski (1985) e simile a Dörnyei e Otto (1998), la motivazione è il processo che scatena e istiga un comportamento, dà una direzione o scopo al comportamento, fa persistere il comportamento o porta a preferire un particolare comportamento. La parola "motivazione" deriva dal latino "moveō", cioè "muoversi", ma che ha sviluppato tanti altri significati figurati, come "smuoversi, eccitarsi, stimolarsi, infiammarsi".
Nel caso dell'acquisizione delle lingue straniere (o anche solo del loro mero apprendimento), l'obiettivo finale è acquisire una lingua. Nel campo dell'insegnamento e dell'acquisizione delle L2, la motivazione è uno degli elementi fondamentali che decreta o meno il successo.
La motivazione è un costrutto/concetto psicologico complesso siccome è influenzato da più variabili da cui dipende: alcune delle principali sono i tratti di personalità, il background culturale, l'ambiente sociale e le esperienze personali; nel caso dell'acquisizione di L2, queste variabili riguardano direttamente il discente di L2. Non c'è ancora accordo tra gli studiosi se considerare la motivazione come unidimensionale o multidimensionale, dunque un costrutto composto da più fattori (e.g., comportamentali, affettivi e cognitivi; abitudini, credenze, emozioni, identità, obiettivi personali e aspettative; l'apporto motivazionale dato o non dato dal docente di L2).

### Il Modello socio-educativo di motivazione (Gardner)
Un esempio di modello è il modello socio-educativo di motivazione (Socio-Educational Model of Motivation) di Gardner, che tiene conto di tre componenti: il discente, l'ambiente (fattori istituzionali, sociale e culturali) e l'interazione tra discente e ambiente. Nel periodo storico in cui questo modello è stato proposto insieme ai primi studi di Clément e Gardner a tema motivazione nelle L2, la motivazione del discente era interpretata come ancorata anche alla percezione sociale dei parlanti nativi della L2 e dunque alle attitudini verso di loro: una pessima considerazione dei parlanti di una lingua e della loro cultura (inclusa la lingua, che è un artefatto intangibile) porta alla demotivazione dello studio della lingua. Ad esempio, la russofobia (che è un fenomeno diffuso anche in stati slavi) è basata su pregiudizi e ideologie contro i russi e la cultura russa che può demotivare a studiare in primis la lingua russa. Per analogia, l'antisemitismo può demotivare a studiare l'ebraico, la sinofobia può demotivare a studiare il cinese e, più in generale, le varie forme di xenofobia possono tutte quante demotivare a studiare numerose lingue straniere.

### Il modello L2MSS (Dörnyei)
Un altro modello è l'L2 Motivational Self System (L2MSS) di Dörnyei, che è focalizzato specificamente sulle lingue straniere. Il modello L2MSS spiega che la motivazione è un sistema dinamico che opera su tre livelli: il sé ideale (Ideal Self), il sé che dovrebbe essere (Ought-To Self) e le esperienze di apprendimento di L2. Il sé ideale è l'immagine che il discente di L2 vuole raggiungere di sé e include il livello di abilità in L2 nei campi desiderati (e.g., produzione orale, scrittura, lettura...) e anche un'identità futura da raggiungere e/o un gruppo o comunità a cui il discente desidera appartenere. Il sé che dovrebbe essere è l'insieme di risultati e qualità che, secondo il discente, devono presentarsi per raggiungere il sé ideale, ottenere ricompense e evitare esiti negativi come il fallimento e la delusione di qualcuno. Le esperienze di apprendimento di L2 portano a sensazioni sul proprio progresso e risultati nel processo di apprendimento o acquisizione di una L2. La motivazione, in questo modello, è favorita nel momento in cui il sé ideale è formato da obiettivi chiari e avvincenti ("compelling"), per cui il sé ideale è forte. Inoltre, è favorita nel momento in cui gli elementi del sé che dovrebbe essere non portano a ansia e noia verso le L2. Infine, la motivazione è favorita se le esperienze di L2 portano a sensazioni di effettivo progresso e risultati, per cui la sensazione finale è di positività, ottimismo e motivazione. Il nome del modello ha un riferimento all'auto-motivazione ad agire, che implica il raggiungimento di una maturità emotiva di fondo.

### La SDT e la motivazione intrinseca e estrinseca (Deci e Ryan)
Un secondo modello di motivazione, che però non è nato direttamente in contesto di acquisizione di L2, è la teoria dell'auto-determinazione (Self-Determination Theory, SDT) di Deci e Ryan. Questa cornice suddivide la motivazione in due tipologie: la motivazione intrinseca e la motivazione estrinseca rispetto al discente. La motivazione intrinseca è la spinta intera al discente di L2 a imparare una lingua per la gioia di imparare e/o per la soddisfazione di raggiungere il proprio specifico obiettivo personale, dunque un bisogno psicologico di auto-realizzazione. La motivazione estrinseca è la spinta derivata da fattori esterni come voti su test, ricompense esterne (e.g., un buon lavoro, ammirazione e riconoscimento, token come regali) e pressione sociale, per cui è focalizzata sulle conseguenze del proprio agire e su elementi separati rispetto al discente e ai propri bisogni. La motivazione intrinseca è presente anche negli animali ed è stato osservato negli Anni Cinquanta come alcuni di essi performavano delle azioni senza la presenza di una ricompensa esterna o di un rinforzo positivo, ma guidati dalla curiosità e dunque dalla motivazione intrinseca. Le attività permettevano però all'animale di adattarsi a un ambiente o circostanza. La motivazione intrinseca sotto forma di curiosità è presente anche nei bambini fin dall'infanzia, per cui si immergono in attività esplorative e di apprendimento. Negli esseri umani di qualunque età, un oggetto di curiosità può essere proprio una lingua straniera e la cultura che vi è associata.
La forma più potente, duratura e positiva di motivazione è quella intrinseca. Infatti, la motivazione intrinseca porta a non dipendere da fattori esterni che, se vengono a mancare (e.g., voti scarsi, ricompense non più assegnate, mancanza di riconoscimento, interruzione di un sistema di punizioni), demotivano il discente di L2. Inoltre, la motivazione intrinseca porta più facilmente a raggiungere emozioni positive, una maggiore autostima e un senso di autonomia e controllo sul processo di acquisizione o apprendimento di L2; dunque, l'intera esperienza e processo di apprendimento è vissuta in modo con una positività già durante ogni fase del processo. Il discente, anche qualora non abbia motivazione intrinseca, è comunque capace di svolgere task, per cui non si limita direttamente a non fare mai niente; tuttavia, il discente agisce sentendo risentimento, disinteresse, resistenza e, nel caso migliore, accettazione.
Secondo la SDT, la motivazione è guidata da tre bisogni psicologici base: autonomia, competenza e senso di relazione (relatedness). L'autonomia è il bisogno in capo al discente di L2 di sentirsi in controllo del proprio processo di apprendimento e di avere costantemente un senso di scelta e di agency nel proprio percorso. La competenza è il bisogno di sentirsi capaci e efficaci (effective) nel proprio apprendimento. Il senso di relazione è il bisogno di sentirsi connessi agli altri e avere dunque una sensazione genuina di appartenenza. I bisogni, in psicologia, sono ordinabili gerarchicamente nella piramide di Maslow, per cui i bisogni psicologici di autonomia, competenza e senso di relazione non sono alla base (e.g., mangiare, bere, dormire ecc.).
La SDT si spinge oltre siccome individua diversi tipi/forme/manifestazioni di motivazione estrinseca in base alla loro intensità (Deci e Ryan, 2008):
- demotivazione (amotivation), cioè la mancanza totale di motivazione e disinteresse totale a acquisire una L2 e si manifesta nel momento in cui i discenti non vedono connessione tra il task e il risultato o quando non hanno controllo sulla situazione
- regolazione esterna, che è la forma meno autonoma di motivazione estrinseca, siccome il discente si limita ad apprendere una L2 per evitare punizioni esterne e/o solo per ottenere ricompense esterne (e.g., buoni voti, complimenti e token come regali), per cui il discente si limita a obbedire
- regolazione introiettata, basata su pressioni interne o un desiderio di evitare senso di colpa o ansia, per cui il discente è pressato
- regolazione identificata, basata su comportamenti che sono valutati positivamente (e.g., "utili, necessari") dal discente anche se non piacevoli da fare in sé
- regolazione integrata, che si manifesta quando i discenti integrano e assimilano completamente il valore e importanza di un comportamento nel senso di sé e negli obiettivi personali

La regolazione identificata e integrata, in quanto forme più autonome di motivazione estrinseca, possono portare a un buon processo di apprendimento o acquisizione di L2, per cui i risultati finali sono buoni nonostante il discente non stia facendo perno sulla motivazione intrinseca e per cui l'azione performata diventa auto-determinata. La regolazione esterna e introiettata sono meno efficaci a promuovere uno sforzo sostenuto o emozioni positive nell'acquisizione o apprendimento di L2. Nel caso della demotivazione, difficilmente si otterrà un qualunque risultato positivo.
Di contro, la motivazione intrinseca è suddivisibile in tre tipi (Bernard, 2010; molto simile a Noel et al., 2000):
- motivazione per la conoscenza, basata sul piacere intrinseco/inerente del discente di esplorare nuove idee e acquisire nuova conoscenza
- motivazione per il risultato (accomplishment), basata sul senso di soddisfazione che il discente ricava dopo che riesce a sviluppare competenze e dunque svolgere un task o a raggiungere un qualunque obiettivo che si era prefissato
- motivazione per la stimolazione, per cui un'azione è ripetuta per le sensazioni positive a cui è associata, come piacere e eccitazione

Nella motivazione per la stimolazione, può rientrare l'ingresso nello stato di coscienza di flusso, per cui un task che ha determinate caratteristiche (motivante per il discente e di difficoltà poco superiore al suo livello di competenze) porta al flusso nell'acquisizione delle lingue straniere.
La motivazione intrinseca ed estrinseca ad apprendere qualcosa, come ad esempio una L2, possono essere compresenti, per cui l'una non esclude l'altra. Dunque, più tipi di motivazione possono lavorare in congiunzione e non isolamento.

### Motivazione integrativa e strumentale (Gardner, Martinović)
La motivazione, oltre a essere suddivisa in intrinseca e estrinseca e relativi sottotipi, è infine suddivisa da Gardner e Lambert in altre due macro-categorie: motivazione integrativa e motivazione strumentale.
La motivazione strumentale è guidata dall'obiettivo di ottenere una ricompensa esterna come ottenere un buon impiego che richieda anche la conoscenza di una L2 (e.g., inglese di livello B o C secondo il CEFR), avanzamenti di carriera, aumenti di stipendio e le credenziali linguistiche necessarie per essere ammesso a un corso o a una scuola particolare. Pertanto, si basa su benefici tangibili. In uno studio di Martinović e Sorić (2018), la motivazione strumentale è stata suddivisa in due, per cui è stato teorizzato un secondo tipo di motivazione strumentale: strumentalità-promozione (instrumentality-promotion) e strumentalità-prevenzione (instrumentality-prevention). La prima è basata su benefici tangibili, mentre la seconda è basata sul desiderio di evitare il fallimento e tutte le emozioni negative e conseguenze negative che comporta; questo tipo di motivazione può avere conseguenze lesive sul discente siccome porta a una maggiore ansia verso le lingue straniere. Secondo i due autori, questo sottotipo di motivazione strumentale è più diffuso tra le femmine e le porta a sentire più ansia; la paura di fallire è basata su pressioni e aspettative esterne che hanno origine culturale.
La motivazione integrativa invece è il desiderio in capo al discente di essere accettato da una particolare comunità target, come quella dei parlanti di una L2, per cui tratti linguistici e altri tratti culturali vengono condivisi. I discenti che studiano una L2 spinti dalla motivazione integrativa sono detti "apprendenti motivati dall'integrazione" (integrative motivated learners) e l'obiettivo finale è inculturarsi per assimilarsi con i parlanti nativi, anche senza annullare completamente la propria cultura di partenza (che in ogni caso non verrebbe completamente cancellata dalla mente). La motivazione integrativa inoltre è indice di una disposizione affettiva di tipo positivo verso la comunità di parlanti di L2 e la relativa cultura straniera; in altre parole, essa è indice del rispetto verso le culture straniere in un mondo culturalmente globalizzato. Aumentare ulteriormente la motivazione in una L2 e nella relativa cultura ha dunque un effetto positivo in un mondo multiculturale, interconnesso e multilinguistico. Inoltre, nasce da uno sforzo individuale del discente di capire una cultura diversa dalla propria a partire dalla lingua nativa. La motivazione integrativa non è in conflitto con il modello di Dörnyei (L2MSS) ed è il migliore fattore predittivo del successo nell'acquisizione di una L2, per cui è superiore alla motivazione strumentale; per analogia, la motivazione intrinseca è superiore a quella estrinseca nell'acquisizione di L2.

### Altre teorie sulla motivazione
La Teoria dell'Attribuzione è stata sviluppata da Weiner (1986) e spiega che la motivazione nell'apprendimento è influenzata dalle attribuzioni del proprio successo nell'apprendimento; pertanto, punta su questo aspetto cognitivo.
La Teoria Aspettativa-Valore di Eccles e Wigfield (2002) è in linea con la teoria di Weiner e spiega che le scelte che portano a un traguardo sono motivate da una combinazione delle aspettative delle persone sul proprio successo e il valore che attribuiscono soggettivamente al task da svolgere.
La teoria di Bandura (1997) spiega come il piacere nell'apprendimento derivi dalla percezione del discente della propria auto-efficacia (self-efficacy); quest'ultima a sua volta è il risultato delle opinioni delle persone, dei vari feedback, delle esperienze passate, degli incoraggiamenti o della loro assenza ecc., per cui non ha alcuna relazione con le competenze reali.
Infine, il modello di Baboni (2008) si basa sulla Stimulus Appraisal Theory di Schumann: quest'ultima parte dal presupposto che le emozioni sono il fattore determinante per il successo nell'acquisizione di una L2. Pertanto, l'input appropriato porta all'acquisizione della lingua bersaglio siccome questo stimolo riesce a soddisfare le aspettative, bisogni e desideri del discente. Il modello di Baboni riferito alle L2 dunque si basa su tre fattori: dovere, bisogno e piacere derivato dai bisogni soddisfatti. Secondo Caon (2006, 2008), il senso del dovere si smussa se il contenuto dell'insegnamento soddisfa gli interessi del discente, se le tecniche di insegnamento sono stimolanti e se si instaura una buona relazione docente-studenti. Le considerazioni di Caon sono legate all'ipotesi del piacere (Pleasure Hypothesis) di Krashen, per cui le attività di didattica acquisizionale sono più motivanti rispetto a quelle tradizionali/di apprendimento della L2.

### Altre considerazioni
Il primo elemento in ordine logico della motivazione nelle L2 è la motivazione verso la lingua straniera da acquisire: in partenza, un discente può essere già demotivato verso la lingua straniera per svariati motivi, per cui gli/le manca l'impeto primario. Qualora la motivazione manchi al di fuori del contesto della scuola dell'obbligo, il discente semplicemente può non iniziare a studiare tutte le L2 che non lo motivano; qualora la motivazione manchi nel contesto della scuola dell'obbligo, in cui lo studio di una L2 viene vissuto come imposto dal piano studi della singolo corso scolastico (e.g., seconde lingue e terze lingue) o dallo Stato (e.g., lo studio dell'inglese fin dalla scuola primaria), la situazione di partenza è più delicata siccome i risultati scolastici e la psiche del discente possono essere minacciati dai voti scarsi nella L2.
Dopodiché, la motivazione permette di sostenere gli sforzi di apprendere o acquisire una L2 nel tempo, per cui la motivazione iniziale, anche se molto alta, è insufficiente. La motivazione inoltre è dinamica siccome può oscillare al rialzo e al ribasso nel tempo, per cui non resta sempre costante. In generale, i discenti se presi in gruppo possono avere diversi livelli di motivazione tra loro, per cui si dividono in studenti più motivati e meno motivati: la motivazione non è necessariamente omogenea all'interno di un gruppo o categoria di persone.
La motivazione è anche un elemento dell'ipotesi del filtro affettivo di Krashen, per cui un discente non acquisisce una L2 nonostante sia esposto a input reso comprensibile: il filtro affettivo è un blocco che si innalza tra l'input e il LAD (Language Acquisition Device) ipotizzato da Chomsky, per cui l'input non raggiunge le parti della mente che permettono l'acquisizione linguistica. In particolare, la motivazione alta permette a un discente di aprirsi all'input e addirittura di cercarlo attivamente e permette uno sforzo maggiore di memorizzazione della lingua nella memoria a lungo termine di tipo procedurale sia dentro che fuori dall'aula (tale distinzione è assente se il discente è totalmente autodidatta, per cui svolge per esempio attività di lettura extrascolastica in L2 per piacere).

### Profili psicologici dei discenti e motivazione multilinguistica
In uno studio centrato sull'inglese e sulle lingue diverse dall'inglese (Languages Other Than English, LOTE), una ricerca di Liu e Oga-Baldwin (2022) ha tracciato il profilo psicologico dei discenti e ha incrociato i dati con il livello di motivazione nello studio della lingua straniera; la ricerca ha il pregio di tenere in conto le lingue diverse dall'inglese, siccome la motivazione diretta allo studio di queste lingue è stata perlopiù trascurata: in tal modo, evita un bias all'interno del filone di ricerca. La ricerca era legata alla Self-Determination Theory (SDT), per cui ha preso in esame la demotivazione, la motivazione estrinseca e dall'altra parte dello spettro la motivazione intrinseca, tutte e tre poste in un continuum. La motivazione estrinseca viene solitamente indicata con l'espressione "motivazione controllata": non è "autonoma/intrinseca" siccome deriva da promesse di ricompense, punizioni, pressioni sociali ecc. I quattro profili citati e tipicamente elaborati dalla ricerca scientifica, a cui se ne aggiunge un quinto scoperto da Gillet et al. (2017), sono:
- Buona Qualità (Good Quality): discente altamente autonomo, scarsa motivazione estrinseca/controllata, poco demotivato
- Scarsa Qualità (Poor Quality): discente poco autonomo, alta motivazione estrinseca/controllata, molto demotivato
- Alta Quantità (High Quantity): discente altamente autonomo, alta motivazione estrinseca/controllata, poco demotivato
- Bassa Quantità (Low Quantity): discente poco autonomo, bassa motivazione estrinseca/controllata, molto demotivato
- Demotivato (Amotivated): discente poco autonomo, bassa motivazione estrinseca/controllata, molto demotivato

Secondo la ricerca di Liu e Oga-Baldwin, i profili psicologici nel contesto dello studio dell'inglese e contemporaneamente di almeno una LOTE indicano 5 tipi di profili: Demotivato, Scarsa Qualità, Alta Quantità e altri due: Moderata Qualità e Mediale. Il profilo Mediale (Medial) indica un valore medio di tutti gli indicatori e nello studio era il gruppo più vasto, mentre il profilo "Moderata Qualità" (Moderate Quality) mostra un livello moderato di motivazione autonoma/intrinseca come indicatore dominante. In accordo con altri studi, gli studenti con maggiore competenza linguistica hanno una maggiore motivazione autonoma/intrinseca e sostenuta, per cui quest'ultima è un buon fattore predittivo per lo sviluppo della competenza rispetto alla motivazione estrinseca/controllata. Il profilo "Alta Quantità", nonostante l'enorme motivazione estrinseca/controllata, ha ottenuto buone competenze nelle L2 invece che ottenere scarsi risultati a causa del pensiero cinese di stampo confuciano, per cui la società è fondata su responsabilità reciproche e sul collettivismo per raggiungere un pieno funzionamento. Il profilo Buona Qualità era assente a causa della motivazione strumentale verso l'inglese e le LOTE, che nella mente dei discenti aiutano a essere più competitivi nel mondo del lavoro. Il gruppo di maggioranza, quello Mediale, indica un'altra visione delle LOTE: qualora non siano materie che permettono ai discenti (e futuri lavoratori) di essere più competitivi in un mondo in cui secondo loro non basta più saper parlare bene solo l'inglese, le LOTE sono soltanto un'altra materia, un obbligo inserito nel piano studi da assolvere per essere promossi; il gruppo Mediale non provava né eccitazione, né coercizione, ma una sorta di indifferenza di fondo. A causa della presenza di questo gruppo, nel caso della presenza di LOTE da studiare oltre all'inglese è pertanto necessario che il docente faccia perno sulla motivazione nei discenti, a partire da quella intrinseca (e.g., la bellezza della LOTE e dello studio delle lingue in generale, argomenti di lettura e attività personalizzati) e a finire marginalmente con quella estrinseca (e.g., l'utilità di avere anche delle LOTE tra le competenze linguistiche del proprio curriculum vitae per differenziarsi dagli altri candidati); inoltre, può sviluppare l'autonomia dei discenti ("autonomy supportive teaching") per aumentare le emozioni positive e, in generale, individuare e lenire le emozioni negative legate all'insegnamento delle LOTE (e.g., ansia verso le lingue straniere e noia verso le lingue straniere). L'aumento di motivazione in una lingua può potenzialmente avere una ricaduta positiva sulle altre. In generale, nel caso di uno studio multilinguistico, gli autori hanno dunque notato una grande eterogeneità di profili (o "configurazioni motivazionali").
Le ricerche scientifiche che si limitano a indagare la motivazione rivolta allo studio di una sola L2 (tipicamente l'inglese a causa della sua fama mondiale) non indagano il caso di discenti che studiano due o più lingue straniere nello stesso periodo, per cui viene solo considerato un caso particolare di contesto di studio. Nel caso degli studi rivolti a discenti di più L2, dunque incluse le L2 diverse dall'inglese (LOTE), di base la presenza dell'inglese è di solito lesiva verso la motivazione rivolta alle LOTE siccome l'inglese ha una maggiore fama. Pertanto, di base, la presenza dell'inglese mette nell'ombra le altre L2. Addirittura, in uno studio di Zheng et al. (2019), gli studenti di un'università di punta cinese provavano molta ansia nel momento in cui dovevano sospendere lo studio di inglese per concentrarsi su una LOTE. Tuttavia, in delle eccezioni, l'inglese non ha adombrato la LOTE: per esempio, in uno studio di Siridetkoon e Dewaele (2018) incentrato su degli studenti universitari in Thailandia, gli studenti erano motivati a studiare con impegno le LOTE siccome l'inglese è già molto parlato nel mondo: pertanto, secondo il loro pensiero, l'aggiunta di una LOTE nelle proprie competenze e nel proprio curriculum vitae li rendeva dei lavoratori con un maggiore vantaggio competitivo nel mercato del lavoro rispetto a quelli che si limitano a parlare l'inglese come unica L2. Qualora i discenti siano motivati a studiare sia l'inglese che una LOTE, inoltre, l'intensità della motivazione è perlopiù identica.

### Motivazione in L2 e emozioni
La motivazione in L2 ha un nesso con le emozioni provate dal discente. Il nodo di fondo è l'esistenza di più teorie e raggruppamenti delle emozioni. Comunque, le emozioni sono un fenomeno universale negli Uomini e sono sentite fin dalla nascita. Emozioni molto forti come la paura e la rabbia sono avvertite e riconosciute universalmente. Secondo la teoria delle emozioni di Darwin, esse sono risposte adattative di fronte a un fatto e coinvolgono anche una reazione corporea/fisica/fisiologica, interpretata come una preparazione del corpo a performare un'azione adattativa. Secondo altre visioni, le emozioni sono più genericamente degli "stati mentali" oltre che fisiologici. Un esempio di cambiamento fisiologico è l'accelerazione del battito cardiaco e la sudorazione in caso di ansia. Esempi di azioni adattative sono la distruzione di un ostacolo (rabbia), la ricerca di una connessione umana e sentimentale con un'altra persona (tristezza) e le azioni protettive verso di sé, un'altra persona o gruppo di persone o qualcosa (paura). Anche emozioni negative come paura e tristezza sono necessarie all'Uomo per sopravvivere: il dolore, ad esempio, serve a proteggersi quando si riconosce. La reazione emotiva di una persona di fronte a un fatto non è universale; la stessa Appraisal Theory di Richard Lazarus spiega che una persona reagisce in base a come soggettivamente crede che l'azione minacci o aumenti il proprio benessere. Le manifestazioni fisiologiche (e.g., comunicazione non verbale) possono avere interpretazioni multiple in base al contesto (e.g., una risata può indicare felicità o nervosismo) e a volte sono difficili da individuare con le apparecchiature scientifiche, il che forma un ulteriore nodo. La sensazione/sentimento (feeling) è la percezione soggettiva dell'emozione/risposta adattativa.
Nel caso dell'apprendimento o acquisizione di L2, le emozioni secondo una loro visione darwinistica innescano una risposta adattativa o disadattativa. Per esempio, un discente ansioso verso le lezioni di L2 potrebbe saltare le lezioni, ricavandone un danno. Le azioni di risposta possono avere conseguenze non solo nel breve termine, ma anche nel lungo termine. I discenti di L2 sentono ansia verso le lingue straniere, noia verso le lingue straniere e rabbia e/o frustrazione, tutte emozioni negative. In altri casi, provano orgoglio per i risultati e competenze raggiunti e piacere se le attività di apprendimento o acquisizione hanno caratteristiche che le rendono piacevoli (fino a raggiungere, nel caso estremo, lo stato di flusso). Nel caso della motivazione, le emozioni positive sono collegate a un buon livello di motivazione nello studio di una L2. Due classificazioni delle emozioni usate negli studi sulle emozioni e la motivazione nelle L2 sono la Modified Differential Emotions Scale (mDES) di Frederickson (2013) e la Positive and Negative Affect Scale (PANAS) Watson, Clark e Tellegen (1988).

### Il tipo/posizione della scuola e l'orientamento internazionale
Il tipo di scuola frequentata dal discente di L2 ha un impatto sulla motivazione nell'acquisizione o apprendimento delle lingue straniere. Ghanizadeh e Rostami (2015) hanno svolto uno studio sui discenti di L2 in studenti iraniani appartenenti alle scuole superiori pubbliche e agli istituti di lingua privati. La motivazione era più alta negli studenti degli istituti di lingua privati a causa dell'influenza della famiglia come variabile nel "Sé che dovrebbe essere" (Ought-to L2 Self) appartenente al sistema L2MSS di Dörnyei. Uno studio su discenti di inglese come L2 di Lee e Kim (2014) ha mostrato simili risultati: gli studenti in scuole professionali (vocational school), di arte e di sport erano meno motivati intrinsecamente a studiare l'inglese rispetto agli studenti del quarto tipo di scuola, cioè le scuole di élite; tuttavia, le scuole di élite ammettono già in partenza studenti eccezionali, dunque con un'alta motivazione intrinseca a studiare l'inglese. Alcune discrepanze nella motivazione in base al tipo di scuola, secondo Yashima, Shimizu et al. (2004), è dovuta al fatto che gli studenti delle scuole generaliste non hanno dei piani di carriera professionale meno specifici rispetto agli studenti di scuole tecniche, che studiano per una specifica professione o tipo di educazione superiore. Pertanto, in un piano di carriera generico o che non contempla esplicitamente l'inglese, non fornisce motivazione strumentale al discente che potrebbe spingerlo a impegnarsi di più e ottenere più risultati.
Secondo una ricerca di Iwaniec (2020), i discenti polacchi che studiavano inglese erano leggermente più motivati se frequentavano una scuola in zona urbana invece che in zona rurale. Il risultato è stato confermato da Lamb (2012), Muslim, Hamied et al. (2020) e Iwaniec (2020) e non confermato solo da Gan, He e Liu (2019).
In uno studio di Canrinus, Scheffler e Baranowska (2024), è stato indicato che gli studenti polacchi di inglese come L2 che studiano in zona urbana rispetto agli studenti di scuole in piccole città ritengono l'inglese più divertente, più rilevante per il proprio lavoro futuro e meno come un peso imposto dal sistema scolastico, un "male necessario". Di contro, gli studenti di scuola secondaria di piccole città sono più svantaggiati perché mostrano livelli di motivazione intrinseca e di motivazione estrinseca più bassi e livelli di motivazione estrinseca più alti; a sua volta, questa motivazione estrinseca tende a calare nel tempo, a prescindere dal tipo di scuola frequentato. Ma lo studio ha anche individuato una smentita in un caso particolare, siccome è avvenuto un cambiamento e dunque una fluttuazione nella motivazione: i discenti di inglese nelle scuole delle piccole città in Polonia in periodo di pandemia di COVID-19 dopo due anni erano motivati intrinsecamente, mentre la motivazione estrinseca era rimasta stabile: dopo due anni, le lezioni di inglese erano vissute di meno come un obbligo in tutti i tipi di scuole presi in esame. Probabilmente, il risultato in contrasto deriva dal fatto che i discenti si sono esposti maggiormente all'inglese durante le attività digitali online svolte durante la pandemia: l'inglese era diventato più visibile ai discenti, era compreso e ciò li aveva motivati intrinsecamente.
Inoltre, gli studenti in scuole generaliste e piccole città hanno meno orientamento internazionale o "postura internazionale" ("international posture"), che è una variabile che può incidere sul Sé Ideale in L2 (L2 Ideal-Self); l'orientamento internazionale, secondo uno studio monografico su questa variabile di Botes, Gottschling e Stadler. (2020), l'orientamento internazionale secondo la definizione di Yashima (2002) è l'interesse da parte di una persona (e.g., un discente di L2) negli affari internazionali e la volontà di andare all'estero a vivere o lavorare, la volontà/prontezza a interagire con stranieri e un'attitudine aperta e non etnocentrica verso le culture straniere. I discenti che hanno un alto orientamento internazionale sono più motivati nello studio delle L2 per arrivare a una fluenza sufficiente a parlare con le persone all'estero, secondo Fallah e Mashhady (2015) e Poupore (2013). Siccome i discenti sognano e immaginano di parlare nel futuro con dei parlanti in L2, questi parlanti formano una "comunità immaginaria", concetto ideato da Norton (2001): i discenti dunque hanno l'obiettivo nel lungo termine di fare parte di questa comunità immaginaria. Gli studenti in scuole nelle città minori hanno meno orientamento internazionale forse per la minore esposizione, per esempio a parlanti stranieri o vicende internazionali.

### La motivazione in L2 nella didattica a distanza
In uno studio di Gronchi (2022) che ha coinvolto dei discenti universitari di L2 in didattica a distanza durante la pandemia di COVID-19 in Italia, i discenti mostravano di avere motivazione nell'apprendimento e di fare perno in particolare sulla motivazione intrinseca, senza differenze tra attività individuali o di gruppo. I dati sono stati raccolti attraverso la somministrazione di un questionario. Le attività individuali più svolte in DaD in ordine di frequenza erano la scrittura di saggi brevi, lo svolgimento di comuni esercizi di grammatica, lo svolgimento di esercizi di comprensione e di ascolto e la scrittura di contributi in chat (per esempio in una sessione di brainstorming); le attività collettive più svolte erano perlopiù le indagini di gruppo su un tema, attività di problem solving e le attività svolte con la tecnica del mosaico (Jigsaw Learning o Jigsaw Classroom), una tecnica di apprendimento cooperativo in aula sviluppata da Elliot Aronson e Robert Slavin che consiste nel dividere la classe in piccoli gruppi di lavoro eterogenei e dividere un unico enorme task in tante parti, per cui ogni gruppo ne svolge una parte, paragonabile a una tessera di mosaico; quando ogni gruppo finisce la propria parte, ogni parte viene progressivamente esposta e unita alle altre, come se si completasse un mosaico a esposizioni finite.

### Le fluttuazioni della motivazione in L2
Nella scuola dell'obbligo, la motivazione intrinseca/autonoma a fare qualcosa in generale cala di anno in anno. Inoltre, all'interno di uno stesso sottoperiodo come un semestre, i livelli di motivazione fluttuano al rialzo e al ribasso, per cui la motivazione non è mai statica e monolitica, ma è dinamica lungo il tempo. Il compito del docente è dunque mantenere la motivazione lungo i mesi.
Secondo uno studio che passa in rassegna 5 precedenti studi (2013-2022) e dunque di impostazione tendenzialmente meta-analitica, sono stati citati i seguenti risultati studio per studio:
- un gruppo di discenti che desiderava studiare tedesco come L2 ha subito un calo di motivazione intrinseca al primo anno
- un altro gruppo di discenti che desiderava studiare tedesco come L2 ha subito un calo di motivazione nell'arco di un triennio a causa della mancanza di auto-confidenza
- la motivazione di 4 gruppi di discenti nelle lezioni di inglese L2 (EFL) fluttua non solo da una lezione all'altra, ma anche nel corso di una sola lezione; su 4 gruppi, tre di essi hanno mostrato nell'arco di una misurazione di 40 minuti un aumento della motivazione durante i primi 15 minuti circa di lezione, per poi subire un calo che ha raggiunto il picco intorno al 25° minuto. Lo studio longitudinale è stato svolto da Kruk (2016), che ha compiuto svariate ricerche nell'ambito della noia verso le lingue straniere e che ha mostrato come il livello di noia fluttua all'interno di una lezione di L2
- un gruppo di discenti di inglese L2 ha subito un calo di motivazione dovuto all'ansia verso le lingue straniere e anche all'ansia come tratto di personalità stabile. In quasi metà dei casi, l'ansia era causata da fattori legati al docente e non legati alla lingua stessa
- un gruppo di discenti che stava apprendendo una L2 sia attraverso il metodo CLIL (Content and Language Integrated Learning) che un metodo non-CLIL ha mostrato un aumento della motivazione nell'arco di due anni; anche i genitori dei discenti hanno mostrato un'attitudine positiva verso la L2 studiata dai figli. Il metodo CLIL ha portato all'aumento della motivazione in quanto permette di integrare la L2 con altri contenuti non linguistici, cioè appartenenti a almeno una disciplina non linguistica (DNL).

### Motivazione in L2 e gender
Alcuni studi hanno indagato il legame tra la motivazione nello studio delle L2 e il gender, come ad esempio Kissau (2005), Kissau (2006) e Svensson (2021). Gli studi in generale hanno mostrano privilegi e svantaggi in entrambi i gender nel campo della motivazione in L2 e dell'accumulo di competenze.
Henry and Cliffordson (2013) hanno svolto uno studio su apprendenti svedesi di L2 e L3. In questo studio, le femmine erano più volenterose di studiare la L3 rispetto ai maschi perché le femmine avevano più visualizzazioni/rappresentazioni mentali di situazioni in cui avrebbero parlato nella lingua target (L3). Dunque, le femmine avevano più scenari futuri mentali e una particolare visualizzazione del sé futuro ("future self"). La differenza di motivazione permetteva alle femmine di ottenere tendenzialmente più risultati dei maschi. In uno studio di You e Dörnyei (2016) svolto su oltre 10.000 studenti cinesi di scuola secondaria e universitari in base al modello L2MSS, le femmine erano perlopiù motivate a studiare l'inglese come L2 in base al Sé Ideale (Ideal Self), mentre i maschi erano motivati dal loro Sé che dovrebbe essere (Ought-To Self), cioè da aspettative e pressioni esterne (e.g., compagni, genitori, docenti, società). Le femmine invece si visualizzavano molto più spesso dei maschi in un contesto futuro in cui parlavano inglese. Anche in questo caso, la motivazione portava più risultati alle femmine rispetto ai maschi.
Lee e Pulido (2017) hanno svolto uno studio su parlanti coreani di inglese come L2 hanno notato come la lettura in inglese variasse in modo sistematico tra maschi e femmine se intrecciata con la motivazione verso i topic del testo: le femmine quando leggevano testi poco interessanti avevano un buon livello di riconoscimento delle parole (word recognition), il che dimostrava come le femmine erano più motivate dei maschi a continuare a leggere testi ritenuti noiosi.
Martinović e Sorić (2018) hanno svolto una ricerca su studenti croati di inglese usando il modello L2MSS e hanno notato come quasi tutti gli studenti partecipanti allo studio avevano una motivazione strumentale, dunque basata sull'utilitarismo. La motivazione strumentale, in base a quanto raccontato dagli studenti, è stata suddivisa in due: strumentalità-promozione e strumentalità-prevenzione. La motivazione di quasi tutti gli studenti era caratterizzata da strumentalità-promozione (e.g., trovare un buon posto di lavoro e opportunità future, ottenere una promozione sul posto di lavoro), ma in più le femmine avevano livelli più alti di strumentalità-prevenzione (e.g., paura di subire un fallimento e di mostrarlo agli altri, paura che ha portato ad alti livelli di ansia verso le lingue straniere anche con effetti deleteri e risposte disadattative secondo la ricerca a tema). Il maggiore livello nelle femmine di strumentalità-prevenzione e dunque di ansia verso L2 ha un'origine culturale, dunque deriva da un contesto di background che non è sempre uguale da un Paese all'altro. Ad esempio, una cultura potrebbe mettere più pressione alle femmine e avere aspettative più alte che devono essere soddisfatte per non essere etichettate e sentire emozioni negative.
Akdemir (2019) ha indagato la volontà di ascoltare (Willingness to Listen, WTL) in L2 e le sue differenze tra i generi; la volontà di ascoltare è il contraltare della volontà di comunicare in L2 (Willingness to Communicate, WTC). Gli studenti coinvolti nello studio erano tutti maggiorenni d'età. Lo studio ha mostrato come le femmine avevano una volontà di ascoltare più alta dei maschi a causa della motivazione più alta, a sua volta collegata sempre alla loro maggiore capacità e tendenza a visualizzare un sé futuro che usa l'inglese.
Sylvén e Sundqvist (2012), in base a uno studio su apprendenti svedesi di inglese di 11-12 anni (dunque in pubertà), hanno scoperto che le diverse competenze sviluppate in inglese erano legate a attività extrascolastiche di inglese (Extramural English, EE) a loro volta differenziate per genere: i maschi erano più esposti delle femmine perché spendevano molto tempo in particolare a giocare a videogiochi online in inglese, per cui i maschi sono tendenzialmente più privilegiati nelle attività extrascolastiche che li espongono perlomeno alla lingua inglese, pure se nella motivazione sono tendenzialmente più sfavoriti rispetto alle femmine. Più il tempo speso a videogiocare era alto, più i test sui vocaboli mostravano buoni risultati; lo stesso avveniva se i videogiochi online erano basati sulla comunicazione, per cui all'input comprensibile in inglese corrispondeva dell'output (orale o scritto) nella stessa lingua. Le femmine invece, quando giocavano, si limitavano a giocare a comuni giochi analogici/offline. Inoltre, più il tempo passato a videogiocare in inglese è lungo, più l'esposizione a input comprensibile aumenta; la ripetizione (e.g., di ordini e comandi) ha un grande ruolo siccome permette meglio a vocaboli e strutture di fissarsi nella mente. Jensen (2017) è arrivata a un simile risultato riguardo ai videogame in una ricerca svolta su giovani apprendenti di inglese in Danimarca; l'età era di 8 e 10 anni, per cui la fascia d'età era addirittura più bassa (pre-pubertà). Inoltre, nonostante sia i maschi che le femmine avevano simili hobby fuori dalla scuola (ascoltare musica e guardare la televisione), i maschi videogiocavano online cinque volte in più delle femmine con giochi in inglese, per cui si esponevano a molto input comprensibile in L2. Anche Sylvén (2010) ha ricavato per prima un risultato simile: un gruppo di studenti ha mostrato discrepanze nell'acquisizione incidentale del vocabolario in inglese L2. Secondo i risultati, i maschi che avevano svolto più attività di contatto con la lingua extrascolastiche avevano ottenuto risultati migliori. Tali attività erano guardare film in inglese, videogiocare in inglese e leggere libri in inglese (Free Voluntary Reading, FVR). Infine, Sundqvist e Wikström (2015) con una ricerca su ragazzi svedesi di 15-16 anni hanno anch'essi mostrato come i discenti che videogiocavano spesso ottenevano risultati migliori nei test sui vocaboli in inglese L2; tutti i discenti in questione erano maschi e esercitavano le loro abilità linguistiche in un contesto di gaming.
Svensson (2021), che ha passato in rassegna la ricerca in tema di motivazione nelle L2 e gender, ha indicato come le studentesse di inglese come L2 in Svezia sono più motivate dei maschi a studiare l'inglese e, come conseguenza, prendono voti più alti nei testi nazionali di lingua straniera e nelle pagelle scolastiche. La minore motivazione nei maschi non riguarda solo la seconda lingua (L2), ma anche un'eventuale terza lingua (L3). Pertanto, si può parlare di un vero e proprio gap di genere in L2. Parte di questa motivazione deriva dalle aspettative sociali nei loro confronti. Questo gap in lingua inglese viene scardinato in particolare nel momento in cui i maschi spendono molto tempo a giocare a videogiochi in inglese.
La ricerca sulla costruzione del sé nei gender può fornire ulteriori risposte alla ricerca scientifica a tema motivazione e L2. In particolare, Knox (2006) sostiene che i sé possibili delle donne sono caratterizzati da interdipendenza e qualità interpersonali, per cui sono diversi da quelli dei maschi. Oppure, la teoria dell'apprendimento sociale (o "teoria socioculturale dell'apprendimento") sviluppata tra i vari da Vygotsky e Bandura spiega come l'apprendimento avviene durante le interazioni sociali, per esempio quelle tra uno studente e i suoi compagni di scuola e/o amici. Questa teoria spiega come l'apprendimento avvenga proprio tra un videogiocatore e il partner online. I maschi che hanno accumulato più conoscenza di L2 possono trasmetterla alle femmine per esempio attraverso l'interazione in classe, sempre su ispirazione della teoria dell'apprendimento sociale.

## Cura della motivazione verso le L2 in classe

### Introduzione
Secondo Stoian (2019), è fondamentale che il docente in generale faccia perno sulla motivazione dei discenti in contesto educativo. Per quanto sia la motivazione intrinseca che estrinseca vadano curate, la priorità e la preferenza è da assegnare a quella intrinseca siccome è la forma più potente e duratura di motivazione all'interno di un percorso di apprendimento o acquisizione di una qualunque L2; per analogia, si possono curare sia la motivazione strumentale che integrativa, ma quella prioritaria è quella integrativa.
Nella vita quotidiana, gran parte delle azioni non sono intraprese per motivazione intrinseca, ma derivano dall'influenza e pressione sociale e dunque dal desiderio di conformismo. Nella scuola dell'obbligo, la situazione è analoga, per cui la motivazione intrinseca a fare qualcosa cala di anno in anno. Pertanto, la curiosità naturale dei bambini e ragazzi di esplorare il mondo descritta da Thanasoulas (2002) viene ostacolata da fattori demotivanti come la stessa scuola dell'obbligo, la presenza di test obbligatori (interrogazioni, verifiche, esami) e i contenuti di un curriculum o piano studi imposti dall'alto, a cui si aggiunge il contenuto di un programma di lingua straniera imposto dall'alto, rigido e dunque senza elementi di personalizzazione, senza flessibilità e talvolta senza che sia basato su competenze ma su mere conoscenze (i.e., un programma basato su una scansione rigida di argomenti grammaticali sequenziati è diverso da un programma basato su una serie di contesti e argomenti di cui si parla in L2). In linea teorica, anche la possibilità di scelta all'interno di un piano studi è parzialmente demotivante (e.g., se in un piano studi la seconda lingua straniera a scelta ovvero L3 è obbligatoriamente tra francese, tedesco, spagnolo e russo, un futuro discente di L3 deve essere forzato a scegliere una delle lingue previste dall'offerta formativa quando invece prova interesse per una qualunque altra lingua nel mondo o una sua varietà, come il portoghese brasiliano). Nel caso delle LOTE, cioè le lingue diverse dall'inglese (Languages Other Than English) studiate a scuola insieme all'inglese, le LOTE possono portare a indifferenza siccome sono viste come un'altra materia qualunque. Gli effetti di questo nodo critico sono comunque arginabili se il docente, come sostiene Stoian, usa strategie di motivazione in classe, a partire dalla motivazione intrinseca/autonoma.
Il tema della relazione docente-studenti (o "formatore-discenti") in pedagogia è cruciale e, secondo l'analisi critica del discorso (CDA), la psicologia sociale e gran parte degli esperti di inglese come lingua straniera (English as a Foreign Language, EFL), è una relazione basata su un'asimmetria di potere, uno sbilanciamento di potere a favore del docente. Il potere che il docente esercita sui discenti secondo Thanasoulas (2002) è di tre tipi: coercitivo/basato sulle punizioni, basato sulle ricompense e referente/motivazionale. Il terzo tipo permette di dare agency ai discenti siccome possono effettuare scelte, avere un ruolo attivo nel proprio percorso di acquisizione, sviluppare l'autonomia e dunque la motivazione e infine la responsabilità.
Infine, il tema del ruolo del docente nella motivazione dei discenti è stato caratterizzato a lungo da due visioni contraddittorie: secondo la prima, la mancanza cronica di motivazione nei discenti in classe è da attribuire alla scarsa abilità del docente di gestire la motivazione; secondo la seconda, le attività scolastiche sono noiose a prescindere e come caratteristica intrinseca, per cui i docenti non hanno in partenza colpe siccome non hanno grandi possibilità di motivare i discenti: possono soltanto istituire un sistema di ricompense esterne e di punizioni, per cui possono solo lavorare di coercizione e di motivazione estrinseca, che tuttavia è la forma più blanda e precaria di motivazione. In realtà, la letteratura scientifica sulla motivazione nell'acquisizione delle lingue straniere contiene delle implicazioni pedagogiche e indicazioni operative che sono mirate alla gestione della motivazione intrinseca dei discenti di L2.

### Fasi di implementazione delle strategie
La costruzione della motivazione in classe è un processo diviso in 4 fasi secondo Dörnyei e Otto (1998) e secondo un modello molto simile di Thanasoulas (2002):
1) creare le condizioni base per lo sviluppo della motivazione tramite le strategie
2) generare la motivazione negli studenti con l'applicazione delle strategie (fase pre-azionale, dall'inglese "pre-actional phase"). Questa fase è influenzata dagli obiettivi iniziali dei discenti, dai loro valori, dalle attitudini verso il processo di apprendimento di L2, da quanto credono di ottenere il successo e dal supporto che ricevono (mentale e, se necessario, anche fisico)
3) mantenere e proteggere la motivazione generata (fase azionale) attraverso la qualità dell'insegnamento e dell'ambiente in classe; la protezione non è solo in capo al docente, ma è anche una responsabilità dei compagni di classe attraverso l'auto-regolazione e attraverso l'interazione supportiva tra loro. Infine, è idealmente anche una responsabilità dei genitori, siccome con la loro interazione supportiva genitore-figlio si affiancano ai compagni in classe. Un enorme ostacolo è per esempio la mentalità iper-competitiva dei discenti, dei genitori o inculcata dal docente, per cui l'ambiente di apprendimento diventa ostile e caratterizzato da ansia. Un altro esempio è costituito dalle condizioni fisiche dell'aula (e.g., aula in cui filtra rumore).
4) incoraggiare l'auto-valutazione (fase post-azionale). In questa fase, gli studenti sono incoraggiati a valutare le attività più motivanti tra tutte quelle svolte, per cui la valutazione è retrospettiva. Dörnyei (2005) ha notato che le influenze principali su tali valutazioni sono i voti, i feedback del docente o di altri soggetti, la sensazione soggettiva del discente di quanto ha imparato e quanta confidenza ha in quanto ha imparato.
Questa suddivisione è ripresa in "Motivational Strategies in the Language Classroom" di Dörnyei (2001). Secondo le aggiunte a questo modello a 4 fasi di Alison (1993) e Ehrman e Dörnyei (1998), è fondamentale anche stabilire la fiducia e rispetto reciproci tra docente e studenti e la coesione del gruppo di studenti con gli obiettivi comuni. La coesione si sviluppa passando il tempo insieme, condividendo storie in gruppo e interagendo, trovando rischi comuni (common threats) per cui tutti gli studenti sono accomunati da una stessa condizione e esprimendo leadership in classe. Il modello non include sessioni di feedback sull'efficacia delle singole strategie in ottica migliorativa, per esempio attraverso l'uso di concetti e strumenti come il ciclo di Deming.

### Gruppi di strategie
Secondo il raggruppamento elaborato da Thanasoulas (2002), le strategie di motivazione sono suddivisibili in 5 gruppi/tipi:
- creare le credenze realistiche del discente: una credenza irrealistica di raggiungere troppi risultati in un tempo troppo esiguo porta altrimenti a una delusione e dunque alla demotivazione. Inoltre, è necessario che il discente si liberi dai preconcetti sul processo di apprendimento o acquisizione delle lingue straniere, in particolare dai pregiudizi della linguistica folk (e.g., "Dopo l'infanzia, è impossibile acquisire una lingua"). Dopodiché, si può invitare ogni discente a sperimentare quale è la strategia migliore per loro per imparare una L2; qualora sia adattato dal docente, il docente può dunque rendere il proprio metodo di insegnamento flessibile e variegato invece che rigido, monolitico e assolutizzante. Infine, si può sviluppare la capacità metacognitiva del discente proprio per fargli conoscere come avviene il processo di apprendimento o acquisizione di una lingua e dunque evitare episodi di demotivazione per aspettative irrealistiche o false credenze.[2] Stephen Krashen in "The Natural Approach" (1986) e Steven Sternfeld (1986) sono a favore anch'essi dell'insegnamento delle basi della linguistica acquisizionale attraverso strategie che non rendono l'insegnamento verticale e che evitano gli ostacoli descritti dalla teoria della reattanza, ma sono favorevoli per un diverso motivo, cioè per migliorare in generale il processo di acquisizione del discente tramite l'autoconsapevolezza e per favorire l'educazione alle lingue straniere invece di un mero training nella specifica L2.
- rendere il curriculum/programma rilevante per il discente: il discente deve sondare gli obiettivi dei singoli discenti e gli argomenti di loro maggiore interesse e incorporarli nel programma. Il maggiore ostacolo a questo tipo di strategia è la classe numerosa, per cui personalizzare il programma per un numero elevato di discenti è complicato; il secondo maggiore ostacolo è il conflitto tra obiettivi e argomenti di interesse ai discenti e i programmi nazionali quando questi ultimi sono un'imposizione insindacabile e non una semplice linea guida standard.
- aumentare l'autoconfidenza del discente: l'ostacolo maggiore alla formazione della sicurezza del discente è un ambiente in classe che mette a rischio la faccia/reputazione del discente, per cui la classe non deve diventare il luogo in cui le sue debolezze verranno esposte pubblicamente e punite. Secondo Dörnyei (2001), l'autoconfidenza del discente si incrementa spiegando che la competenza in una L2 è dinamica, per cui aumenta con il tempo e l'impegno costante. Inoltre, si aumenta offrendo regolarmente delle esperienze in cui il discente raggiunge il successo in L2, incoraggiando a parole il discente e diminuiendo lo stress in classe in tutti i modi possibili (e.g., in base alla ricerca sull'ansia verso le lingue straniere, si può usare la correzione indiretta, per cui non il docente non dice in faccia al discente "No, è sbagliato" e non si abbandona in rimproveri, ma per esempio può dire "Ho capito! Interessante! Volevi dire [X]!"; oppure, può usare la tecnica della risposta ritardata, per cui il docente fa una domanda a un discente e gli dà il tempo di rispondere mentre chiede un'altra domanda a un altro discente; oppure, nel caso dell'acquisizione linguistica, il docente può effettuare la correzione in penna verde per mostrare i tratti linguistici acquisiti correttamente anche dentro gli errori e può assegnare il voto in decimi in base a quanto la produzione orale/scritta è comprensibile, nonostante contenga degli errori)
- creare l'autonomia del discente nel proprio processo di apprendimento: questo gruppo di strategie ha una ricaduta positiva anche sull'aumento dell'autoconfidenza del discente, per cui i due gruppi sono interdipendenti. Uno studio ulteriore di Benson (2000) ha suddiviso le pratiche che spingono all'autonomia del discente in 5 gruppi (basate sulle risorse, sul discente, sulla classe, sulla tecnologia e sul curriculum)
- aumentare la soddisfazione del discente: alcuni esempi di strategie sono l'esibizione di un lavoro finale del discente, il festeggiamento di risultati ottenuti e l'uso delle ricompense esterne, a partire dai buoni vuoti. Quest'ultima strategia però è controversa siccome fa perno sulla motivazione estrinseca, che non dovrebbe mai sostituire interamente quella intrinseca; inoltre, il focus eccessivo sui voti diventa precocemente una fonte di motivazione esterna e ansia dei discenti. La teoria del condizionamento operante di Skinner (1953), nata all'interno della psicologia comportamentista, supporta l'uso delle ricompense esterne siccome propone che l'apprendimento è interamente basato sulle ricompense e punizioni.

### Singole strategie
Nel caso dell'acquisizione o apprendimento di una L2, come prima strategia il docente può agire da facilitatore, da mentore e da consigliere nei confronti dei discenti siccome un atteggiamento empatico crea un'atmosfera di classe positiva durante le lezioni di L2; inoltre questi ruoli del docente, per cui il docente cessa di essere un mero trasmettitore verticale di conoscenze secondo una scansione rigida e un sillabus rigido a una classe di discenti passivi, permette di aiutare i discenti a attraversare il processo di apprendimento o acquisizione di L2. Il docente, con questi ruoli e questo atteggiamento empatico, riduce l'ansia verso le lingue straniere e viene aumentata la confidenza in sé dei discenti, per cui la motivazione, la partecipazione attiva in classe, l'impegno, i buoni risultati e l'autostima che ne deriva incrementano.
Poi, il docente può personalizzare le lezioni per venire incontro ai bisogni dei singoli discenti. Per esempio, il docente può adattare le attività di insegnamento agli stili di apprendimento dei discenti. Infatti, i discenti hanno uno stile di apprendimento preferito, per cui non apprendono tutti allo stesso modo.
Inoltre, può chiedere ai discenti quali sono le loro attività in classe preferite o può creare materiali didattici basati sui temi di maggiore interesse dei singoli discenti (e.g., un brand particolare di moda, viaggi in particolari Paesi, una squadra di calcio in particolare, un genere particolare di musica). Uno stesso contenuto può anche essere affrontato con più attività diverse da parte dei discenti (e.g., dato un brano scritto, una parte degli studenti nella classe può fare un report o riassunto scritto, mentre un'altra parte può farvi attività di produzione orale insieme al docente impostata in modo tale che tutti partecipano e/o permettendo che i discenti imparino l'uno dagli errori dell'altro). L'attività di personalizzare i task e il tema dei materiali didattici permette proprio di fare perno sulla motivazione intrinseca dei discenti.
Dopodiché, il docente può tenersi aggiornato con le ultime scoperte nella didattica orientata alla motivazione e applicarle concretamente in classe. Pertanto, le pratiche didattiche dei docenti di L2, a partire dai metodi e relativi approcci glottodidattici, possono migliorare e evolvere in modo costante, anche facendo uso dei feedback da parte dei discenti e di strumenti concettuali come il ciclo di Deming.
Le attività di cura della motivazione verso le L2 e le relative culture non sono solo fini a permettere il raggiungimento degli obiettivi dei discenti a partire dall'acquisizione di successo della L2 target, ma permette anche di avere un impatto positivo in un mondo globalizzato culturalmente siccome aumenta l'apertura mentale e curiosità dei discenti verso una cultura straniera e la relativa lingua e gli permette di inserirsi pienamente in un mondo multiculturale e multilinguistico.
Secondo il modello socio-educativo di Gardner, l'ambiente permette di motivare il discente se è motivante. L'ambiente è motivante se l'istruzione è di buona qualità, se il materiale di apprendimento è rilevante per il discente di L2, se l'ambiente è dotato di supporto sociale verso il discente di L2 e quanto il discente è esposto alla lingua straniera target e alla cultura che riguarda la lingua. Secondo invece la SDT, non solo il docente deve fare perno sulla motivazione intrinseca dei discenti di L2 invece che sulla motivazione estrinseca, ma deve anche soddisfare i bisogni di autonomia, competenza e senso di relazione del discente.
Secondo una ricerca di Dörnyei e Csizer (1998) basata sul rating di 51 strategie da parte di 200 docenti di inglese, i 10 fattori più importanti che motivano i discenti in classe verso lo studio di una L2 sono dei comportamenti del docente e sono:
- il docente deve essere un esempio per i discenti a livello di comportamento (essere preparati per la lezione da tenere, essere fedeli, mostrarsi motivati, comportarsi naturalmente, essere sensibili verso i discenti)
- deve promuovere un ambiente rilassato in classe, dunque senza tensione (usare lo humor e sorrisi, fare attività divertenti e competizioni gamificate)
- deve mantenere una buona relazione docente-studenti, basata in primis sulla fiducia e il rispetto reciproci
- deve incrementare l'autostima dei discenti nell'ambito dell'apprendimento o acquisizione linguistica (l'autostima non si incrementa semplicemente con parole di incoraggiamento, ma permettendo ai discenti di sperimentare regolarmente il successo in L2 e spiegando come gli errori siano naturali e indice di cosa sia già stato acquisito e cosa no, per esempio nelle prime fasi dell'acquisizione delle L2. I task possono condurre al successo per esempio se sono adatti al livello di competenza del discente; se sono poco più difficili e contemporaneamente motivanti come tipologia e contenuto, possono anche fare entrare il discente in flusso)
- deve essere sicuro che le proprie attività siano interessanti e stimolanti ("thought-provoking"), per esempio scegliendo task e materiali supplementari considerati interessanti e sfidanti e contenenti elementi a sorpresa/inaspettati e esotici, oltre a variare i task. Un'altra soluzione proposta da Daniele Novara è la situazione-stimolo, cioè un'immagine, video, storia, citazione, visita, oggetto reale o simili che stimola le domande e dunque un problem solving di gruppo, senza bisogno tassativo di una spiegazione verticale ma usando il dialogo, la maieutica (l'arte di "tirare fuori" una risposta) e un minimo di preparazione preliminare; il docente non ha necessariamente con sé tutte le risposte.[16][17] Nel caso delle L2, l'attività si svolge direttamente in lingua straniera. Un esempio di situazione stimolo è la proiezione di un filmato in cui una sonda atterra su Marte: i discenti possono chiedersi come mai gli Uomini mandano le sonde su Marte, cosa scoprono, com'è fatta la sonda, come si terraforma il pianeta, perché Marte è invivibile e dove si trova Marte.
- deve personalizzare il processo di acquisizione o apprendimento delle L2 in base alle preferenze e passioni dei discenti (e.g., i task si possono riempire di contenuti rilevanti per i discenti)
- deve promuovere l'autonomia del discente (e.g., il docente gli fa organizzare il proprio apprendimento, elaborare idee creative, li stimola a porre domande e gli fa scegliere per esempio i propri materiali didattici)
- deve presentare tutte le attività in modo chiaro prima di farle svolgere (incluso lo scopo finale del task, per cui si dimostra come sia utile)
- deve rendere il discente un soggetto orientato agli obiettivi ("goal-oriented") aiutandolo a sviluppare aspettative realistiche (se troppo alte e irrealistiche, diventano fonte di ansia e/o demotivazione e scarsa autostima) e obiettivi chiari (ad esempio, obiettivi SMART: specifici, misurabili e monitorabili, ottenibili, realistici e ancorati a un momento temporale realistico. La sigla "SMART" deriva dal Project Management Body of Knowledge insieme a molte tecniche di gestione dei progetti, dalla progettazione all'esecuzione e feedback post-esecuzione). Gli obiettivi chiari, per essere rilevanti dei discenti, partono dall'analisi dei bisogni (Need Analysis o Need Assessment) dei discenti e non dall'opinione personale del docente. Dagli obiettivi del discente, si può anche aiutare il discente a elaborare un piano studi con degli elementi che sono personalizzati
- deve promuovere la cultura legata alla L2, per cui viene fatta conoscere con varie attività (per esempio con materiali autentici, invitando parlanti nativi in classe, invogliando i discenti a fare amicizia con un parlante nativo e potenzialmente anche svolgendo esperienze di contatto diretto e concreto con la cultura)

In base alle repliche di questo studio, le due variabili fondamentali nella motivazione del discente sono l'identità e la cultura. La coesione di fondo del gruppo, secondo le aggiunte al modello a 4 fasi di Dörnyei, appartiene alla prima fase, per cui è un fattore iniziale che precede l'implementazione delle strategie motivazionali vere e proprie.
In "Motivating Language Learners" (1999), Chambers spiega come uno dei fattori principali di motivazione nello studio delle L2 sia la percezione del docente e illustra le seguenti strategie:
- dare ai docenti un training orientato alla motivazione durante il loro servizio a scuola, e.g. attraverso un insegnamento flessibile e che dà autonomia ai discenti
- diminuire il numero di studenti nelle classi (per cui si creano più classi) e aumentare la durata e frequenza delle lezioni di L2. Questi due obiettivi, secondo lo studioso, è difficile da raggiungere a causa del budget scarso
- dare un feedback ai discenti secondo una modalità non tradizionale, e.g. in modo informale, dialogico e frequente invece che attraverso unicamente i test con valutazione numerica che fa media con gli altri voti. Un'altra soluzione è l'uso della penna verde per evidenziare ciò che il discente ha già acquisito anche attraverso l'analisi di ciò che è corretto e presente negli errori,[18][19] per cui la frase "I *goes to the park" dimostra che la -s nella terza persona del presente è stata acquisita. Un'altra soluzione è l'uso della valutazione evolutiva e di una logica narrativa invece che sommativa e assoluta, per cui solo l'ultimo voto è valido e/o fa media con i voti di test di argomento diverso: la valutazione evolutiva si riassume nella frase di Novara "Se uno studente prende prima 3, dopo 5 e poi 7, per me il voto a fine anno è 7".[16][20][21] Un'altra soluzione ancora è la correzione basata sul tasso di intelligibilità/comprensione della produzione orale o scritta invece che sulla correttezza grammaticale, per cui si usa il focus sul contenuto invece che il focus sulla forma; ad esempio, "I *goes to the park" è una frase scorretta ma, in contesto, è completamente comprensibile da parte di un lettore o interlocutore, per cui non è inintelligibile ed è accettabile. Un'ultima soluzione è usare la correzione indiretta, per cui al posto di dire "No, è sbagliato" o chiedere al discente "Perché questa frase è sbagliata, secondo te?" e lanciarsi in una lunga spiegazione verticale con eventuali rimproveri e umiliazioni di fronte all'intera classe, si può dire "Ho capito! Interessante! Quindi volevi dire X".
- pianificare gite scolastiche in un Paese in cui è parlata la lingua target con annesso un periodo di preparazione pre-gita e un periodo di follow-up. Questi eventi motivanti rappresentano sia un'escursione culturale, sia un potenziale contatto immersivo con la lingua e i nativi
- enfatizzare lo studio della cultura associata alla L2 (anche) per smontare gli stereotipi e pregiudizi di ogni tipo che minano la motivazione verso lo studio della L2 associata; lo studio della cultura può avvenire anche invitando i nativi in classe e facendoli parlare o svolgendo escursioni in business locali che svolgono per esempio attività commerciali con i nativi. Secondo Chambers, gli stereotipi e pregiudizi derivano dalla pura ignoranza della cultura target (e.g., la storia, le arti lungo la Storia, le tradizioni, l'economia, la geografia umanistica ovvero come l'Uomo si è rapportato all'ambiente modificandolo o preservandolo ecc.), dal sentito dire e dall'uso di materiali datati
- una volta che le L2 sono una materia obbligatoria nelle scuole, esse devono diversificare l'offerta formativa delle L2 e fissare gli obiettivi da raggiungere prima del raggiungimento del diploma

Un'attività proposta da Alissa Cohen è il Progetto esteso di lingua (Extended Language Project) e/o il Progetto esteso di cultura (Extended Culture Project). Queste due attività possono contribuire a mantenere la motivazione lungo il tempo e evitare fluttuazioni al ribasso e possono durare una o più settimane, fino anche a un intero semestre. Di base, i Progetti estesi (Extended Projects, "EP") in L2 sono attività in cui si decide un topic interessante e i discenti discutono cosa conoscono intorno al topic, cosa ne pensano e/o cosa vogliono conoscere. Dopodiché, i discenti da soli o in piccoli gruppi (anche coinvolgendo un'altra classe) svolgono una ricerca a tema e il risultato della loro ricerca viene condiviso con attività in classe o anche fuori dalla classe. Cinque esempi di Progetto esteso di lingua sono:
- scrivere una brochure di viaggio per ipotetici turisti stranieri che visitano la zona geografica in cui si trova la scuola: descrivere la comunità, la scuola e aggiungere foto e infografiche. Il lavoro di compilazione implica una o più sessioni esplorative e l'uso di materiali autentici. Se il lavoro è in formato digitale, si può stampare, postare sul web, condividere con gli studenti delle altri classi o di altre scuole o con studenti stranieri che partecipano a progetti di scambio internazionali (e.g., progetti del programma ERASMUS+). Se i lavori si presentano a un'audience che non si limita alla propria classe, l'audience è più autentica, per cui il lavoro è ancora più motivante.
- fare discussioni su 2-4 libri o video in L2 per fare nascere dei circoli letterari o cinematografici. Le discussioni vertono sui propri gusti e su informazioni ricercate. Dopodiché, i gruppi si scambiano informazioni tra loro sui gusti e informazioni; se i libri o video sono tematicamente simili tra loro, il confronto tra gruppi può essere più semplice a livello comunicativo e di discussione (e.g., si possono trovare i punti di somiglianza e differenza tra i film o libri).
- fare attività di promozione della propria lingua straniera e relativa cultura attraverso poster, pamphlet, canzoni, discorsi e dimostrazioni nella propria scuola o altre istituzioni come una scuola elementare o asilo ecc. Le classi di lingua straniera, se svolgono tutte lo stesso progetto contemporaneamente, possono impostare l'intero progetto come una competizione amichevole, per cui diventa una sfida motivante.
- pianificare e organizzare festival culturali a scuola; ogni gruppo di docenti di L2 può organizzare un festival della propria lingua e un festival può essere tenuto per ogni lingua anche contemporaneamente. A questi festival possono partecipare anche le altre classi, gli insegnanti di altre materie, il personale della scuola e le Autorità, potenziali futuri studenti di lingua nell'istituto, i genitori ecc. Più studenti partecipano, più gli studenti sono motivati a pianificare e organizzare l'evento. L'evento si può tenere in date simboliche, come la Giornata della lingua inglese nelle Nazioni Unite (fissata dall'UNESCO il 23 aprile, data della morte di William Shakespeare), la Giornata della lingua spagnola nelle Nazioni Unite (23 aprile, siccome Miguel de Cervantes è morto nella stessa identica data di William Shakespeare), la Giornata della lingua francese nelle Nazioni Unite (20 marzo, data della fondazione dell'Organizzazione internazionale della francofonia) e la Giornata della lingua cinese nelle Nazioni Unite (联合国中文日, 20 aprile, in onore a Cangjie). Non esiste una giornata di festa analoga nelle Nazioni Unite per il tedesco, ma se si prende ad esempio la data di morte di Johann Wolfgang von Goethe (a cui è anche intestato il Goethe-Institut), cade il 22 marzo.
- fare attività di intervista, sondaggi e domande specifiche a alcuni parlanti nativi anche attraverso internet con cadenza regolare, per esempio settimanali; in alternativa, i nativi possono cooperare (anche online) alla realizzazione di tutte le attività precedenti a cadenza regolare.

I progetti, quando hanno una o più caratteristiche simili, si possono raggruppare in programmi, cioè in gruppi di progetti. Un programma, che può anche avere un nome, viene completato nel momento in cui tutti i progetti attivi vengono conclusi; dal feedback su ogni singolo progetto (successo, punti da migliorare e relative soluzioni), si può avere un feedback sull'intero programma.
Dopodiché, Dörneyi (1990) e Oxford (1996) hanno scoperto che i discenti sono più motivati quando riescono a misurare i risultati pratici del loro processo di apprendimento (e.g., quando imparano a svolgere un task di comunicazione orale o scritto).
Nel momento in cui lo studio di una L2 viene percepita dai discenti come una materia obbligatoria, un peso e un male necessario, la motivazione intrinseca e secondariamente quella estrinseca verso la L2 può essere aumentata per esempio attraverso pensieri di una carriera in una compagnia multinazionale. Questo tipo di pensieri aumenta anche l'orientamento internazionale dei discenti, per cui la motivazione intrinseca/autonoma verso la L2 a cascata ne viene influenzata con ricadute positive. Canrinus, Scheffler e Baranowska (2024) sostengono che la motivazione di un discente di L2 si aumenta e mantiene se aumenta e mantiene anche il suo orientamento internazionale; questa operazione, in base agli studi che incrociano la motivazione nelle L2 e il tipo e posizione della scuola, è importante se i discenti frequentano scuole generaliste e/o se frequentano scuole in piccole città e potenzialmente anche aree rurali. Botes, Gottschling e Stadler (2020), nel loro studio meta-analitico sull'orientamento internazionale, hanno indicato come questa variabile sia dotata di malleabilità e possa essere aumentata. Una strategia apposita per aumentare l'orientamento internazionale di un discente è metterlo frequentemente in contatto diretto con una comunità internazionale, dunque fargli fare esperienze frequenti di contatti interculturali. Questa strategia si lega alle proposte di gite all'estero, escursioni in eventi particolari (e.g., festival culturali), visite a luoghi particolari (e.g., un Istituto Confucio), partecipazioni a progetti di studio all'estero (e.g., progetti appartenenti al programma ERASMUS+ o a altri tipi di borse di studio) e colloqui con nativi in presenza e/o a distanza con chat e videoconferenze. Ma l'orientamento internazionale non si aumenta sempre e solo con un contatto diretto con un nativo, siccome gli studenti che non effettuano periodi di studio all'estero possono subire un aumento dell'orientamento internazionale se sono esposti a grandi quantità di contenuti in L2 (content-based teaching). Contestualmente, limitarsi a insegnare la L2 per prepararsi a test e esami di certificazione è insufficiente a livello di contenuti per spingere l'orientamento internazionale, siccome serve insegnare per temi (theme-based teaching) e dunque costruire un sillabo semantico e non grammaticale: il sillabo semantico si basa su una serie di contesti e/o argomenti di cui parlare e non su una sequenza rigida e sequenziata di argomenti grammaticali. Inoltre, il sillabo semantico deve essere motivante e portare all'orientamento internazionale (e.g., Global Studies, geopolitica e relazioni internazionali, cooperazione internazionale allo sviluppo socio-economico di varie aree urbane e rurali nel mondo, violazione e tutela dei Diritti umani nel mondo e volontariato internazionale, economia e finanza internazionale, export e marketing internazionale, cambiamento climatico nel mondo e migrazioni internazionali, turismo e culture straniere, eventi internazionali di cultura come la Milano Fashion Week, il Carnevale di Rio de Janeiro, forum e summit, l'EXPO, le Olimpiadi, la Prima della Scala, il Festival del cinema di Cannes, i campionati mondiali di Calcio, l'Oktoberfest...).
Secondo uno studio meta-analitico di Franchisca, Sari, Nelloe et al. (2024), un gruppo di discenti che stava apprendendo una L2 sia attraverso (anche) il metodo CLIL (Content and Language Integrated Learning) ha mostrato un aumento della motivazione nell'arco di due anni; l'aumento era legato direttamente all'uso del metodo CLIL in quanto permette di integrare la L2 con altri contenuti non linguistici, cioè appartenenti a almeno una disciplina non linguistica (DNL). In generale, svariate ricerche studiano il nesso tra motivazione in L2 e il metodo CLIL.
Un'altra strategia è in generale quella di usare le tecnologie per motivare: l'ambito della strategia è vasto e raccoglie in sé l'uso di videogame online in inglese, già usati dai maschi per acquisire l'inglese attraverso attività extrascolastiche piacevoli e dunque motivanti, e l'uso dell'ePortfolio e di attività gamificate con le tecnologie per l'educazione. In generale, quando un'attività è utile per acquisire una L2 ed è anche motivante perché i discenti sanno usare le tecnologie hardware e software necessarie e le apprezzano, il docente può implementarla o stimolarla. Come risultato, il discente può subire un aumento della motivazione intrinseca e/o entrare in stato di flusso durante lo svolgimento dell'attività. Le tecnologie possono anche spronare il discente all'autonomia dell'apprendimento e dunque a ulteriore motivazione, per esempio se si lasciano consultare dei materiali in eLearning o se si insegna loro a usare risorse online come dizionari, traduttori, software di romanizzazione di alfabeti e software di ascolto e trascrizione del testo (Text-to-Speech, Speech-to-Text) per controllare e migliorare la pronuncia o se si spronano a trovare un amico che parla la L2 come lingua madre per poter fare pratica fuori dall'aula in modo totalmente volontario. Un intero filone di ricerca, l'Online Informal Learning of English (OILE), approfondisce alcune tematiche in merito e offre alcuni spunti.
Secondo uno studio di Mujico e Lasagabaster (2020), un modo di motivare e anche di smussare il gender gap nella motivazione è quello di usare il portfolio, di cui esiste anche la versione elettronica, detta "portfolio elettronico", "portfolio digitale" o "ePortfolio". Il portfolio elettronico è una raccolta multimediale di progetti che sono stati svolti e portati a termine da un discente che dunque danno un'idea al discente e anche al docente del progresso lungo il tempo del miglioramento delle sue competenze lungo il tempo. Un ePortfolio può anche essere sviluppato nell'arco di anni e può contenere file di ogni formato e tipo: documenti scritti, presentazioni su slide, tabelle, foto, video, audio, grafici, brochure, animazioni, modelli 3D, diagrammi di flusso, ipertesti e dunque database relazionali e ipermedia creati ad esempio con Microsoft Access e FileMaker Pro... Lo sviluppo di un ePortfolio è un processo complementare a quello dei progetti che lo compongono, per cui i due processi si muovono di pari passo. Le 5 fasi di sviluppo di un ePortfolio sono state descritte da Helen C. Barrett (2000) e la prima prevede la pianificazione a monte dell'ePortfolio (scopo, audience primaria, nome, contenuti, software da usare, hardware da usare inclusi quelli in cui salvare i materiali), mentre le ultime prevedono una riflessione olistica sul contenuto e dunque sul percorso di apprendimento più la presentazione all'audience primaria.
Secondo Sihvola e Gafor (2019), l'uso di canzoni in L2 in classe permette di incuriosire i discenti e dunque di motivarli nell'acquisizione di L2, di ridurre le barriere affettive e di diminuire l'ansia verso le lingue straniere. In particolare, i discenti timidi potrebbero non volere parlare e preferire cantare in L2, anche accompagnando il testo cantato a gesti che mimano il contenuto ("hand-signing") e dunque lo rinforzano. Le canzoni sono ancora più coinvolgenti e motivanti se sono riconoscibili dai discenti perché, ad esempio, sono famose; inoltre, se contengono elementi di ripetitività, aumentano il rinforzo di parte del contenuto. Quando il testo è collegato a tematiche e strutture grammaticali già affrontate e non è scelto a caso, viene rinforzato quanto visto. L'uso di musica è poi uno degli elementi che permette alla didattica della L2 di diventare intermodale (o "multimodale"). La musica inoltre è congeniale agli Uomini siccome fin da bambini sanno cantare melodie e fin dal concepimento sono esposti al ritmo siccome sentono il battito cardiaco della madre. La musica permetta di migliorare direttamente l'acquisizione di L2 a livello di grammatica, pronuncia e vocabolario quando non è solo un'attività divertente che li porta a distrarsi a causa dell'ambiente giocoso che crea.
Nello studio longitudinale di Kruk (2016), la motivazione all'interno di una singola lezione di inglese come L2 in base all'osservazione di un caso specifico su 121 calava nel tempo se le attività nella lezione non erano variate; l'attività, oltre a essere unica e immodificata, era di ascolto e lettura, per cui i discenti sono tendenzialmente passivi e recettivi invece che attivi e maggiormente creativi. Una soluzione è quella di variare le attività per cui la lezione ha più attività e anche più punti di focus, anche se da sola è insufficiente. In un altro caso specifico osservato su 121, la motivazione calava sempre in un contesto analogo: nella lezione più demotivante, i discenti si concentravano solo su una spiegazione di regole di grammatica, mentre in una meno demotivante alla grammatica era affiancata un'attività interattive online focalizzata sui vocaboli, a sua volta preferita alla mera lettura del libro di testo scolastico. Secondo il terzo caso specifico osservato su 121, i discenti erano più motivati all'interno della lezione se svolgevano task attivi come leggere dialoghi in coppia e prendere appunti rispetto a ascoltare passivamente il docente mentre dava un feedback sui test svolti nella lezione precedente. In alcuni commenti positivi su alcuni task espressi dai discenti, molti commenti positivi erano riferiti alle attività di lettura di testi, di role-play per inscenare un dialogo in L2 e di conversazione perché permettevano di imparare e esercitare i vocaboli, la grammatica e la pronuncia; i lavori di gruppo inoltre permettevano ai discenti in difficoltà di ricevere aiuto dai compagni e alcune attività erano anche combinate in coppia o trio, come parlare-ascoltare-scrivere oppure ascoltare-scrivere; l'autore non riporta commenti positivi rivolti a attività di spiegazione verticale di grammatica pura come attività isolata. La stessa ipotesi del piacere di Krashen in "The Power of Reading" (2004) spiega che le attività legate alla didattica acquisizionale e dunque all'acquisizione linguistica delle L2 e sviluppo di competenze in vari contesti reali sono più piacevoli e motivanti rispetto agli esercizi tradizionali, che testano la mera conoscenza delle regole astratte e attivano la memoria dichiarativa invece che quella procedurale; nella stessa opera, l'ipotesi della lettura spiega come l'attività migliore per acquisire una L2 sia la lettura di testi in L2 motivanti durante le attività di lettura libera e volontaria (Free Voluntary Reading o "Pleasure Reading" o "Extracurricular Reading") in classe e a casa. Infine, Kruk spiega come la difficoltà eccessiva di un compito o un topic noioso portavano a fare fluttuare al ribasso la motivazione.
Secondo la ricerca sulla motivazione in DaD durante la pandemia di COVID-19 di Gronchi (2022), di tutte le attività svolte individualmente, le più demotivanti erano gli esercizi di grammatica tradizionali, diversamente dai saggi brevi e dagli esercizi di ascolto. I saggi brevi in DaD erano descritti motivanti perché permettono di scrivere liberamente, di provare nuove strutture sintattiche, di migliorare le competenze nel lessico che riguarda un argomento in particolare e perché i discenti sentono che il tipo di esercizio è vicino all'uso della L2 nella vita quotidiana. Le attività di problem solving erano ritenute motivanti perché aiutavano nella vita reale e nel futuro lavoro, perché simulavano delle discussioni nella vita reale in L2 e perché permettevano ai discenti di immergersi nei pensieri per cercare e discutere tutte le possibili soluzioni; inoltre, se legate a problemi/situazioni reali, erano ancora più motivanti. Le attività di brainstorming e contribuzione in chat, anche se scarsamente performata, era ritenuta motivante perché interattiva, in tempo reale, perché permetteva di fare condividere una propria opinione e perché permetteva di usare l'inglese "liberamente". Infine, gli esercizi di ascolto erano definiti motivanti non solo per la possibilità di migliorare l'abilità di ascolto e pronuncia, ma anche perché la capacità di ascolto veniva considerata dai discenti come la più importante siccome sapevano che avrebbero dovuto parlare e ascoltare molto con i parlanti come parte del loro lavoro e/o se avrebbero dovuto vivere all'estero.
Secondo la ricerca sull'ansia verso le lingue straniere e la noia verso le lingue straniere, i task eccessivamente facili rispetto al livello linguistico del discente portano alla noia, mentre i task troppo difficili portano all'ansia; entrambi comunque demotivano il discente. In più, secondo la ricerca sul flusso nell'acquisizione delle lingue straniere, entrambi i tipi di task non portano allo stato di flusso, per cui le attività non assorbono completamente il discente facendogli perdere la cognizione del tempo, dell'ambiente circostante e di ogni possibile sentimento negativo. Siccome l'azione performata in stato di flusso non è diretta a un fine e a ricompense esterne ma è essa stessa la ricompensa e il fine ("azione autotelica"), si collega direttamente alla motivazione intrinseca.
Infine, come già sostiene Sternfeld (1985), qualora il corso di lingua abbia come obiettivo l'educazione alle lingue straniere invece del mero training nella L2, il docente può discutere attivamente con gli studenti le basi della ricerca scientifica sulla motivazione nell'acquisizione delle lingue straniere e su argomenti molto affini, come l'ansia verso le lingue straniere, la noia verso le lingue straniere e il flusso nell'acquisizione delle lingue straniere. In tal modo, viene aumentata la capacità metacognitiva dei discenti di L2, cioè la capacità di riflettere sul proprio percorso di acquisizione della lingua, sulle proprie scelte, sulle scelte del docente e su esperienze passate sia fallimentari che di successo.
Svariate strategie di aumento della motivazione sono applicabili anche nella didattica a distanza (DaD). Svariati handbook monotematici sono dedicati alla motivazione nelle L2, come ad esempio il Palgrave Handbook of Motivation for Language Learning (2019), "Motivation, Identity and the L2 Self" (2009) e "Motivation, Language Attitudes and Globalisation: A Hungarian Perspective" (2006).

#### Discussione dei fattori fuori dal controllo
Alcuni fattori di incremento e mantenimento della motivazione sono in controllo del docente, ma altri tendono a essere fuori dal controllo di un singolo docente, come ad esempio il carico di lavoro complessivo dei discenti durante la settimana a causa delle altre materie o la stanchezza cumulata o un orario di lezione che porta alla stanchezza, noia e demotivazione (e.g., lezione troppo presto o troppo tardi). Il carico di lavoro complessivo si potrebbe tarare con eventuali accordi con i vari docenti o organizzare in modo strategico (e.g., non dare compiti il lunedì per permettere un riposo domenicale adeguato e/o attività di Free Voluntary Reading nel fine settimana).
Sempre in Italia, in particolare le verifiche e interrogazioni per il lunedì e i relativi compiti prima del 1999 si potevano non assegnare basandosi sulla circolare ministeriale 14 maggio 1969 n.177, che sanciva che nelle scuole elementari e secondarie di ogni grado non si dovevano fissare interrogazioni di lunedì e compiti relativi a interrogazioni programmate in quel giorno. Questa circolare era affiancata alla circolare ministeriale 20 febbraio 1964, n. 62, che sanciva l'esigenza di dosare opportunamente i compiti da svolgere a casa e in classe. La circolare ministeriale è datata perché è stata superata dal Decreto del Presidente della Repubblica n. 275/1999, che ha per oggetto il regolamento recante le norme sull'autonomia delle istituzioni scolastiche. Questo decreto sancisce l'autonomia di ogni scuola in Italia nella gestione del carico di lavoro degli studenti: ogni docente e ogni scuola è libera dunque di decidere con o senza decisione collegiale se abolire test e compiti in un determinato giorno, come il lunedì, anche rifacendosi al diritto al riposo extrascolastico sancito dall’art.31 della Convenzione ONU sui Diritti dell'infanzia del 1989 che sancisce per ogni bambino/a e ragazzo/a “il diritto al riposo e al tempo libero, a dedicarsi al gioco e ad attività ricreative proprie della sua età". La Convenzione è stata ratificata dallo Stato italiano Il 27 maggio 1991, con la legge n.176. La Francia si è spinta oltre siccome, a partire dal settembre 2017, ha abolito i compiti da fare a casa, per cui si svolgono in classe, per cui si svolgono in un monte-ore extrascolastico di 15 ore al mese e con la presenza del docente come aiutante ("studio accompagnato") e anche con la possibilità di farli fare in gruppo (apprendimento cooperativo e peer learning). In Finlandia i compiti a casa sono molto limitati, mentre in Norvegia i compiti a casa nella scuola superiore non devono superare le 2,5 ore di tempo di svolgimento; inoltre, in Spagna i docenti possono accordarsi a gruppi per assegnare i propri compiti da svolgere in un giorno specifico della settimana, in modo tale da non sovrapporli potenzialmente con molti altri compiti di molte altre materie. Grazie al DPR n.275/1999, una scuola italiana può decidere in autonomia e in modo collegiale se distribuire i compiti su ispirazione del sistema spagnolo.
Un altro fattore potenzialmente fuori controllo è la personalizzazione in presenza di classi numerose, dette "classi pollaio"; in Italia, le classi pollaio al 2023 non rappresentavano un problema a causa del calo della popolazione studentesca e dell'aumento del numero dei docenti. Per legge, in Italia, al 2025 una classe di scuola elementare deve avere 15-26 studenti salvo casi di studenti con disabilità, mentre una classe di scuola media può avere al massimo 18-28 studenti e una classe di scuola superiore può avere al massimo 27-30 studenti. Pertanto, qualora la personalizzazione non prenda tempi lunghi, si può optare per una personalizzazione in base a gruppi di interesse o all'offerta di una rosa di temi e materiali da cui i discenti scelgono su ispirazione dell'open learning teorizzato da Freinet e Montessori; in tal modo, la forzatura è minore. In alternativa, si può optare per un coinvolgimento degli studenti di L2 agli ultimi anni che producono materiali personalizzati per gli studenti più giovani e principianti (e.g., traduzioni, Libri fatti a mano o "Handcrafted Book" descritti da McQuillan e Dupuy, ecc.); i Libri fatti a mano si possono raccogliere in una sezione della biblioteca scolastica, per cui diventano parte della rosa di temi e materiali da cui i discenti scelgono. Oppure, dato un determinato topic uguale per tutti, il discente può selezionare e svolgere il proprio tipo di compito preferito. Il docente può anche prendere uno stesso identico argomento e riadattarlo a più livelli di difficoltà. In generale, le attività, compiti e progetti modulari sono caratterizzati dall'avere uno schema riutilizzabile, dunque fisso e statico, per cui la personalizzazione non riguarda tutto il materiale ma solo delle sue parti o caratteristiche: la modularità permette di rendere le attività flessibili senza dovere generare, ad esempio, fino a 30 attività, compiti e progetti diversi per ogni classe.

## Scale di misurazione
Una scala classica di misurazione della motivazione nello studio delle L2 è l'Attitude/Motivation Test Battery (AMTB) di Gardner, rifinito poi con l'apporto di Lambert e Smythe nel 1981. Il test è coerente con la teorizzazione della motivazione in L2 da parte di Gardner, che è diversa dal modello L2MSS. La batteria include anche un test per valutare il docente di L2 e un test per valutare il corso di L2 ed è stata elaborata per svolgere ricerca scientifica, ma si potrebbe usare anche per ricevere feedback anonimi in aula e fare problem solving anche collettivo.
Un'altra è la Language Learning Orientations Scale (LLOS) di Noels, Pelletier, Clément e Vallerand (2000) ed è stata prodotta nell'ambito della Self-Determination Theory (SDT).
Altri dati indiretti sulla motivazione possono provenire dalla Foreign Foreign Language Learning Boredom Scale (FLLB, 外语学习无聊量表) di Li Chengchen, Jean-Marc Dewaele e Hu Yanhong (2021); quest'ultima scala è stata elaborata nell'ambito della rilevazione e studio della noia verso le lingue straniere, per cui la noia è una manifestazione esteriore della demotivazione. La FLLB è formata da 32 elementi ed è dotata di una scala di Likert.
Alcuni tra gli ultimi test importanti riguardano l'orientamento internazionale (e.g., Yashima, 2002), che è anch'essa una variabile psicologica misurabile.

### Test generale sulla motivazione dell'ATMB (Gardner)
La versione originale era riferita alla lingua francese e alla comunità dei francesi canadesi, ma è generalizzabile a qualunque L2 nel mondo e qualunque comunità linguistica e culturale. Il punteggio era attribuito a ogni item attraverso una scala di Likert a 7 punti e i punti si potevano sommare insieme per dare un punteggio globale/olistico/aggregato a ogni variabile nel test.

#### Versione tradotta (italiano)
Attitudini verso i canadesi francesi
1. I canadesi francesi sono persone veramente socievoli, affettuose e creative.
2. Vorrei conoscere di più i francesi canadesi.
3. I canadesi francesi aggiungono una caratteristica distintiva alla cultura canadese.
4. I canadesi inglesi dovrebbero fare uno sforzo più grande per imparare la lingua francese.
5. Più io conosco la cultura dei canadesi francesi, più voglio essere fluente nella loro lingua.
6. Alcuni dei nostri migliori cittadini sono di discendenza canadese francese.
7. L'eredità franco-canadese è un'importante parte della nostra identità canadese.
8. Se il Canada perdesse la cultura francese del Quebec, sarebbe veramente una grande perdita.
9. I canadesi francesi hanno preservato molto della bellezza dei vecchi usi e costumi canadesi.
10. Gran parte dei canadesi francesi sono così amichevoli e facili da andare d'accordo che il Canada è fortunato ad averli.
Interesse nelle lingue straniere
1. Se dovessi visitare un Paese straniero, vorrei essere capace di parlare la lingua dei nativi.
2. Anche il Canada è relativamente distante dai Paesi che parlano altre lingue, è importante per i canadesi imparare le lingue straniere.
3. Vorrei parlare un'altra lingua in modo perfetto.
4. Voglio leggere la letteratura di una lingua straniera nella lingua originale piuttosto che una traduzione.
5. Spesso vorrei leggere i giornali e riviste in un'altra lingua.
6. Vorrei veramente imparare tante lingue straniere.
7. Se pianificassi di stare in un altro Paese, farei un grande sforzo di imparare la lingua anche se riuscissi a cavarmela in inglese.
8. Studierei una lingua straniera a scuola anche se non è richiesto.
9. Mi piace incontrare e ascoltare persone che parlano altre lingue.
10. Studiare una lingua straniera è un'esperienza piacevole.
Attitudini verso le persone francesi europee
1. I francesi europei sono attenti ai sentimenti degli altri.
2. Ho un'attitudine favorevole verso i francesi europei.
3. Più imparo cose sui francesi europei, più mi piacciono.
4. I francesi europei sono affidabili e credibili.
5. Ho sempre ammirato i francesi europei.
6. I francesi europei sono veramente amichevoli e ospitali.
7. I francesi europei sono gioiosi, piacevoli/amabili e allegri/di buonumore.
8. Vorrei conoscere meglio i francesi europei.
9. I francesi europei sono persone veramente gentili e generose.
10. Per la maggior parte, i francesi europei sono sinceri e onesti.
Attitudini verso l'apprendimento del francese - item con termini positivi
1. Imparare il francese è veramente grande.
2. Mi piace veramente imparare il francese.
3. Il francese è una parte importante del programma scolastico.
4. Pianifico di studiare più francese possibile.
5. Io amo studiare il francese.
Item con termini negativi
1. Io odio il francese.
2. Piuttosto spenderei il mio tempo su materie diverse dal francese.
3. Imparare il francese è una perdita di tempo.
4. Credo che imparare il francese sia arido/noioso.
5. Quando finisco la scuola, smetterò di studiare francese completamente perché non mi interessa.
Orientamento integrativo
1. Studiare francese può essere importante per me perché mi permetterà di essere più a mio agio con i compagni che parlano francese.
2. Studiare francese può essere importante per me perché mi permetterà di incontrare e conversare con più persone e persone diverse.
3. Studiare francese può essere importante per me perché mi permetterà di capire meglio e apprezzare l'arte e e letteratura dei canadesi francesi.
4. Studiare francese può essere importante per me perché mi permetterà di partecipare più liberamente nelle attività di altri gruppi culturali.
Orientamento strumentale
1. Studiare francese può essere importante per me solo perché mi servirà per la mia futura carriera.
2. Studiare francese può essere importante per me perché mi renderà una persona più colta.
3. Studiare francese può essere importante per me perché credo che un giorno sarà utile per trovare un buon lavoro.
4. Studiare francese può essere importante per me perché gli altri mi rispetteranno di più se ho una conoscenza di una lingua straniera.
Ansia nella lezione di francese
1. Mi imbarazza rispondere come volontario nelle nostre lezioni di francese.
2. Non mi sento abbastanza sicuro di me stesso quando parlo nella lezione di francese.
3. Sento sempre che gli altri studenti parlano francese meglio di me.
4. Divento nervoso e confuso quando parlo nella lezione di francese.
5. Ho paura che gli altri studenti rideranno di me quando parlo francese.
Incoraggiamento genitoriale
1. I miei genitori provano ad aiutarmi in francese.
2. I miei genitori sentono che, siccome viviamo in Canada, dovrei imparare il francese.
3. I miei genitori sentono che dovrei continuare a studiare francese lungo tutto il percorso scolastico.
4. I miei genitori pensano che dovrei impiegare più tempo nei miei studi di francese.
5. I miei genitori mi incoraggiano molto a studiare francese.
6. I miei genitori mostrano un interesse considerevole in qualunque cosa che ha a che fare con i miei corsi di francese.
7. I miei genitori mi incoraggiano a esercitare il mio francese il più possibile.
8. I miei genitori hanno sottolineato l'importanza che il francese avrà per me quando finirò la scuola.
9. I miei genitori sentono che dovrei veramente provare a imparare il francese.
10. I miei genitori mi incoraggiano di chiedere aiuto al mio/alla mia insegnante se ho problemi in francese.

### La valutazione del docente e del corso di L2 (Gardner)
Siccome nella motivazione in L2 e in generale nell'educazione il docente svolge un ruolo fondamentale a livello di credibilità e atteggiamenti, Gardner ha elaborato un test mirato a valutare il docente. Il test, nella sua versione originale, era rivolto al docente di francese e contiene una serie di 25 coppie di aggettivi organizzati per antonimia e polarizzazione lungo una scala (e.g., efficiente - inefficiente) e 7 spazi vuoti in cui mettere una croce in base al livello di efficienza o inefficienza. Questo sistema si potrebbe sostituire, per esempio, con un solo aggettivo e un punteggio in decimi (e.g., efficiente: 8/10) e i punti in decimi si possono sommare per dare un punteggio totale al docente (e.g., su 250 punti totali). Altre 25 coppie di aggettivi sono riferite all'intero corso di L2; in origine, erano riferite a un corso di francese. Un esempio di impostazione grafica del test nella versione originale è:
efficiente ______:______:______:______:______:______:______ inefficiente
empatico ______:______:______:______:______:______:______ anempatico
allegro ______:______:______:______:______:______:______ triste/mesto

#### Versione originale (inglese) e traduzione (italiano)
Le 25 coppie di aggettivi per valutare il docente in ambito di motivazione nelle L2 sono:
| Inglese                            | Inglese (antonimo)           | Italiano                                   | Italiano (antonimo)                    |
| ---------------------------------- | ---------------------------- | ------------------------------------------ | -------------------------------------- |
| efficient                          | inefficient                  | efficiente                                 | inefficiente                           |
| sensitive [emphatic]               | insensitive [unemphatic]     | empatico                                   | anempatico/insensibile                 |
| cheerful                           | cheerless                    | allegro                                    | triste/mesto                           |
| competent                          | incompetent                  | competente/capace                          | incompetente/incapace                  |
| sincere                            | insincere                    | sincero                                    | insincero/bugiardo/falso               |
| approachable                       | unapproachable               | avvicinabile                               | inavvicinabile                         |
| pleasant                           | unpleasant                   | piacevole/gradevole                        | sgradevole                             |
| trusting                           | suspicious                   | fiducioso                                  | sospettoso                             |
| capable                            | incapable                    | capace                                     | incapace                               |
| fascinating                        | tedious                      | affascinante/calamitante                   | tedioso/noioso                         |
| friendly                           | unfriendly                   | amichevole                                 | ostile                                 |
| exciting                           | dull                         | eccitante                                  | arido                                  |
| organized                          | disorganized                 | organizzato                                | disorganizzato                         |
| reliable                           | unreliable                   | affidabile                                 | inaffidabile                           |
| imaginative                        | unimaginative                | fantasioso/immaginativo                    | privo di fantasia/ingegno              |
| patient                            | impatient                    | paziente                                   | impaziente                             |
| polite                             | impolite                     | gentile/cortese                            | scortese                               |
| colourful                          | colourless                   | vibrante/vivace/pimpante                   | scialbo                                |
| intelligent                        | unintelligent                | intelligente                               | stupido/ottuso                         |
| good - bad                         | bad                          | buono                                      | cattivo                                |
| industrious [productive]           | unindustrious [unproductive] | industrioso/laborioso/operoso [produttivo] | improduttivo                           |
| interesting                        | boring                       | interessante                               | noioso                                 |
| undependable                       | dependable                   | indipendente                               | indipendente                           |
| disinterested [impartial/unbiased] | interested [partial/biased]  | imparziale/equo/neutro                     | parziale/di parte/fazioso              |
| considerate                        | inconsiderate                | premuroso e attento                        | privo di tatto/sconsiderato/indelicato |

Le 25 coppie di aggettivi per valutare il corso di L2 per fare ricerca e problem solving sulla motivazione sono:
| Inglese     | Inglese (antonimo) | Italiano               | Italiano (antonimo)             |
| ----------- | ------------------ | ---------------------- | ------------------------------- |
| meaningful  | meaningless        | pregnante              | insensato                       |
| enjoyable   | unenjoyable        | gradevole              | sgradevole                      |
| absorbing   | monotonous         | avvincente             | monotono                        |
| effortless  | hard               | agevole                | difficile                       |
| nice        | awful              | carino                 | orrendo                         |
| interesting | boring             | interessante           | noioso                          |
| good        | bad                | buono                  | cattivo                         |
| simple      | complicated        | semplice/diretto       | complicato/astruso              |
| agreeable   | disagreeable       | piacevole              | spiacevole                      |
| fascinating | tedious            | affascinante           | tedioso                         |
| valuable    | worthless          | di valore              | senza valore                    |
| necessary   | unnecessary        | necessario             | non necessario, superfluo       |
| appealing   | unappealing        | attraente              | non attraente                   |
| useful      | useless            | utile                  | inutile                         |
| elementary  | complex            | elementare/basilare    | complesso/avanzato              |
| pleasurable | painful            | che dà piacere fisico  | doloroso                        |
| educational | noneducational     | educativo              | non educativo                   |
| rewarding   | unrewarding        | appagante/gratificante | non appagante, non gratificante |
| easy        | difficult          | facile                 | difficile                       |
| satisfying  | unsatisfying       | soddisfacente          | insoddisfacente                 |
| important   | unimportant        | importante             | non importante                  |
| pleasant    | unpleasant         | piacevole              | spiacevole                      |
| exciting    | dull               | eccitante              | arido                           |
| clear       | confusing          | chiaro                 | confuso                         |
| colourful   | colourless         | vivace/"variopinto"    | scialbo/spento                  |

### Questionario sull'orientamento internazionale (Yashima, 2002)
L'orientamento internazionale ha subito un'importante teorizzazione da parte di Yashima (2002) nel paper "Willingness to Communicate in a Second Language: The Japanese EFL Context". La versione originale del questionario, riferito all'inglese come L2 e agli studenti giapponesi, era basata su una scala di Likert fino a 7 punti.

#### Traduzione in italiano
Orientamento all'amicizia interculturale nell'apprendimento dell'inglese
Come motivo/ragione per studiare l'inglese:
1. Mi permetterà di incontrare e conversare con più persone e persone diverse
2. Mi permetterà di conoscere varie/diverse culture e persone
3. Mi permetterà di partecipare più liberamente in attività di altri gruppi culturali
4. Vorrei fare amicizia con gli stranieri
Intensità motivazionale
1. In comparazione con i miei compagni di classe, credo che studiare l'inglese sia relativamente difficile
2. Spesso penso alle parole e idee che imparo nelle mie lezioni di inglese
3. Se l'inglese non fosse insegnato a scuola, lo studierei da solo
4. Credo di spendere ore abbastanza lunghe a studiare l'inglese
5. Provo davvero a imparare l'inglese
6. Dopo che mi diplomo al college, continuerò a studiare inglese e a provare a migliorare
Desiderio di imparare l'inglese
1. Quando ho compiti da fare in inglese, cerco di farli immediatamente
2. Leggeri giornali e riviste in inglese al di fuori del mio carico di lavoro legato al corso di inglese
3. Durante le lezioni di inglese, sono assorbito in quello che è insegnato e mi concentro sui miei studi
4. Vorrei che la quantità di lezioni di inglese a scuola aumentasse
5. Credo assolutamente che l'inglese debba essere insegnato a scuola
6. Trovo che studiare l'inglese sia più interessante rispetto a altre materie
Tendenza di avvicinamento-evitamento tra gruppi (Intergroup Approach-Avoidance Tendency)
1. Voglio fare amicizia con studenti internazionali che studiano in Giappone
2. Cerco di evitare di parlare con gli stranieri se riesco
3. Vorrei parlare con uno studente internazionale se ce n'è uno a scuola
4. Non mi darebbe fastidio condividere un appartamento o stanza con uno studente internazionale
5. Voglio partecipare a un'attività di volontariato per aiutare gli stranieri che vivono nella comunità vicina/limitrofa
6. Mi sentieri un po' non a mio agio se uno straniero si trasferisse accanto a casa mia
7. Vorrei aiutare uno straniero che è in difficoltà a comunicare in un ristorante o a una stazione
Interesse in vocazione o attività internazionali
1. Io piuttosto preferirei stare nel mio paesello ("hometown")
2. Voglio vivere in un Paese straniero
3. Voglio lavorare in un'organizzazione internazionale come le Nazioni Unite
4. Sono interessato nelle attività di volontario volte a sviluppare i Paesi, come ad esempio partecipare a Youth International
Assistenza dello sviluppo (Development Assistance)
5. Non credo che quello che avviene all'estero/oltremare abbia molto a che fare con la mia vita quotidiana
6. Preferirei evitare il/quel tipo di lavoro che mi fa andare all'estero frequentemente
Interesse negli affari esteri
1. Leggo e guardo spesso le notizie sui Paesi stranieri
2. Parlo spesso di situazioni e eventi in Paesi stranieri con i miei familiari e/o amici